# 奥格斯堡

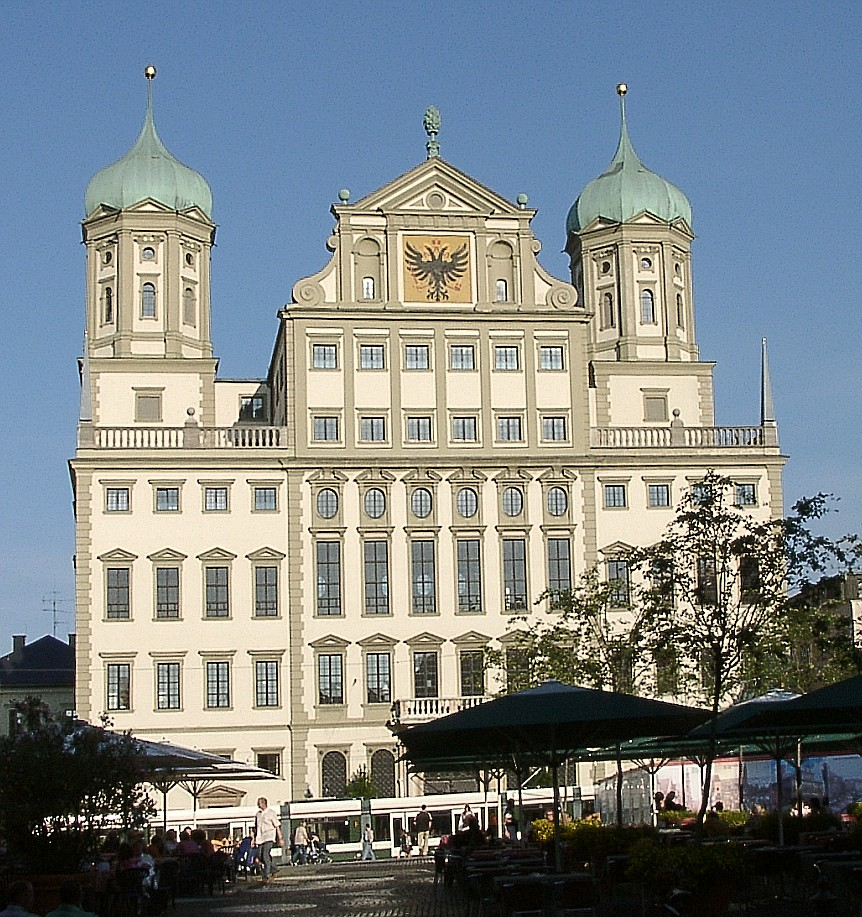
奥格斯堡市政大厦是城市的标志

奥格斯堡（德語：[ˈaʊksbʊʁk] ⓘ，又譯奥古斯堡）是一座位於德国南部、巴伐利亚西南的城市。在神聖羅馬帝國時代奧格斯堡就被劃定是一帝國自由城市，直屬於皇帝。今日的奧格斯堡除了是施瓦本行政区的地区政府所在地之外，也是奥格斯堡县的县府。
奥格斯堡自称是继特里尔之后德国第二古老的城市，其名称来源于前15年罗马皇帝屋大维统治时期建立的古罗马兵营奥古斯塔-温德利科鲁姆（Augusta Vindelicorum），而該兵營的命名由來則是屋大維的稱號「奧古斯都」。
2015年12月31日奥格斯堡有286,374名居民，是巴伐利亚州继慕尼黑和纽伦堡后第三大城市。1906年奥格斯堡的人口数量超过十万人，在德国属于大城市。它是巴伐利亚的23个地区中央之一。其附近的大城市有慕尼黑（东南约57千米）、纽伦堡（北约121千米）和斯图加特（西北约133千米）。奥格斯堡的都市地区在巴伐利亚也是第三大的，其总人口约为83万。
奥格斯堡是德国唯一一座有自己的官方节日的城市：8月8日是奥格斯堡和平节，因此奥格斯堡是德国节假日数量最高的城市。
奥格斯堡是天主教主教的驻地。

## 地理
奥格斯堡位于莱希河畔，莱希河发源于奥格斯堡西南约150千米蒂罗尔州内，在奥格斯堡以北40千米处注入多瑙河。奥格斯堡最古老的部分以及城市的南部位于一座小山的北麓，地形比较高。
市南被称为莱希费尔德的地区是冰川期留下来的冰水沉积平原。这个地区是中欧生物多样性最高的地区之一。
奥格斯堡市区西部有一座巨大的森林，它今天是一座自然公园。不过在市区内也有许多绿地，因此奥格斯堡1997年获得欧洲“最绿城市”的荣誉。奥格斯堡是巴伐利亚拥有森林面积最高的城市，在全德国占第三名。

### 水域
奥格斯堡市区内有三条河流：最大的是莱希河、在奥格斯堡北注入莱希河的韦尔塔赫河以及源于东阿尔戈伊县的辛戈尔特河（Singold），最后者在奥格斯堡市内注入一个人工的溪流和运河系统。奥格斯堡市内的桥梁的数目比威尼斯还要多。
| 莱希河            | 19.9km  |
| 韦尔塔赫河        | 13.1km  |
| 辛戈尔特河        | 6.2km   |
| 29条莱希河运河    | 77.7km  |
| 4条韦尔塔赫河运河 | 11.6km  |
| 19条溪流          | 45.6km  |
| 总长度            | 173.2km |

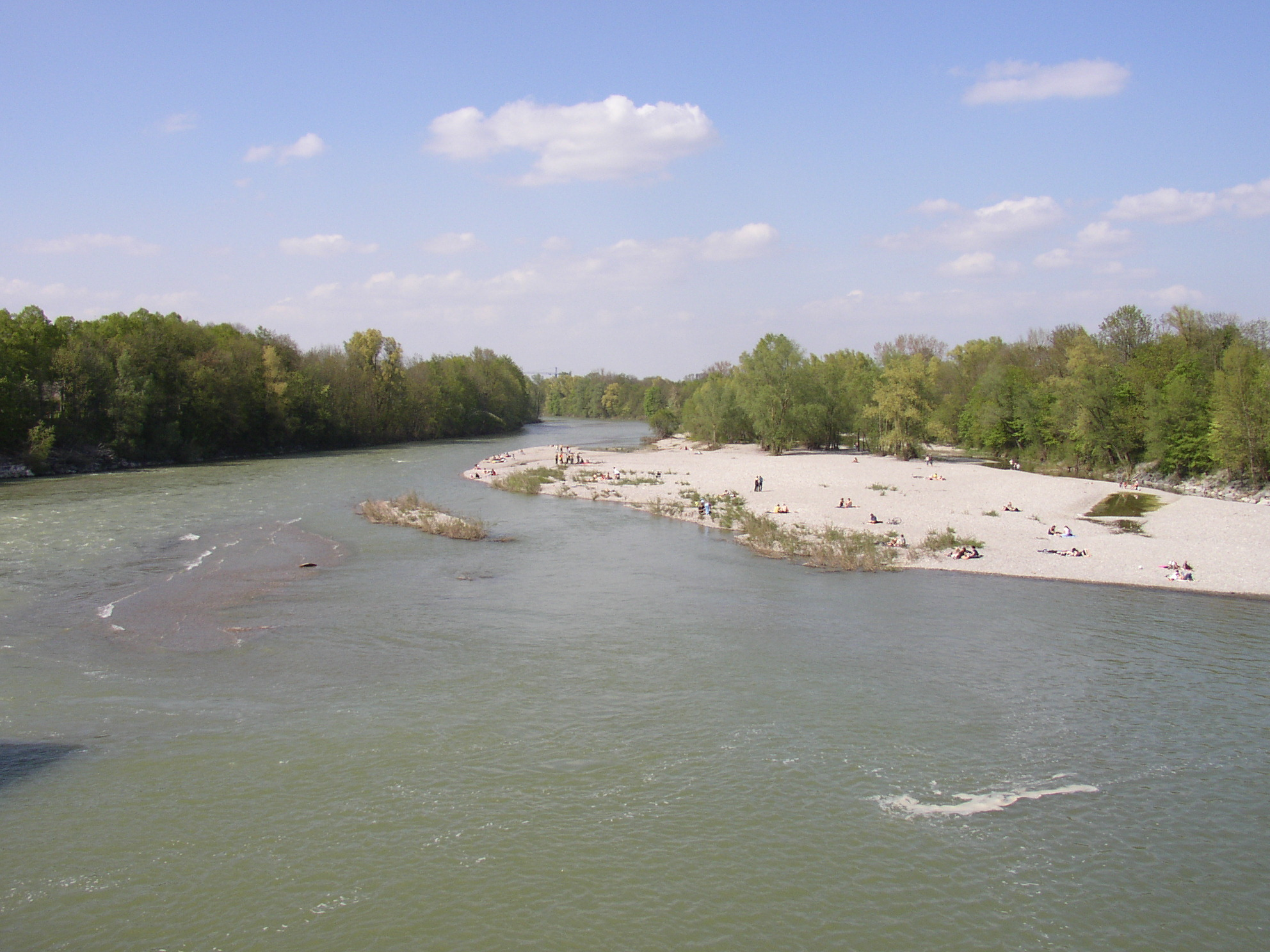
莱希河

莱希河流经的林地里有两个湖泊，这两个湖泊是非常受欢迎的近郊休养地。市南的林地里还有众多溪流。

### 自然
奥格斯堡总面积的1/3是绿地和森林，因此是德国最绿的城市之一。
奥格斯堡市属森林总面积21.5平方公里，是巴伐利亚面积最大的河湾森林，位于市区的东南。拥有非常高的地区性的休养、休闲和自然保护价值。
市区西南部分地区属于奥格斯堡西部森林自然公园。整个自然公园总面积1175平方公里。

### 周边县
奥格斯堡被东面的艾夏赫-费里德贝格县和西面的奥格斯堡县围绕。

### 市区
奥格斯堡市区总面积147平方公里，分17个计划空间（Planungsraum）和41个市区。这个分化是1938年设立的。

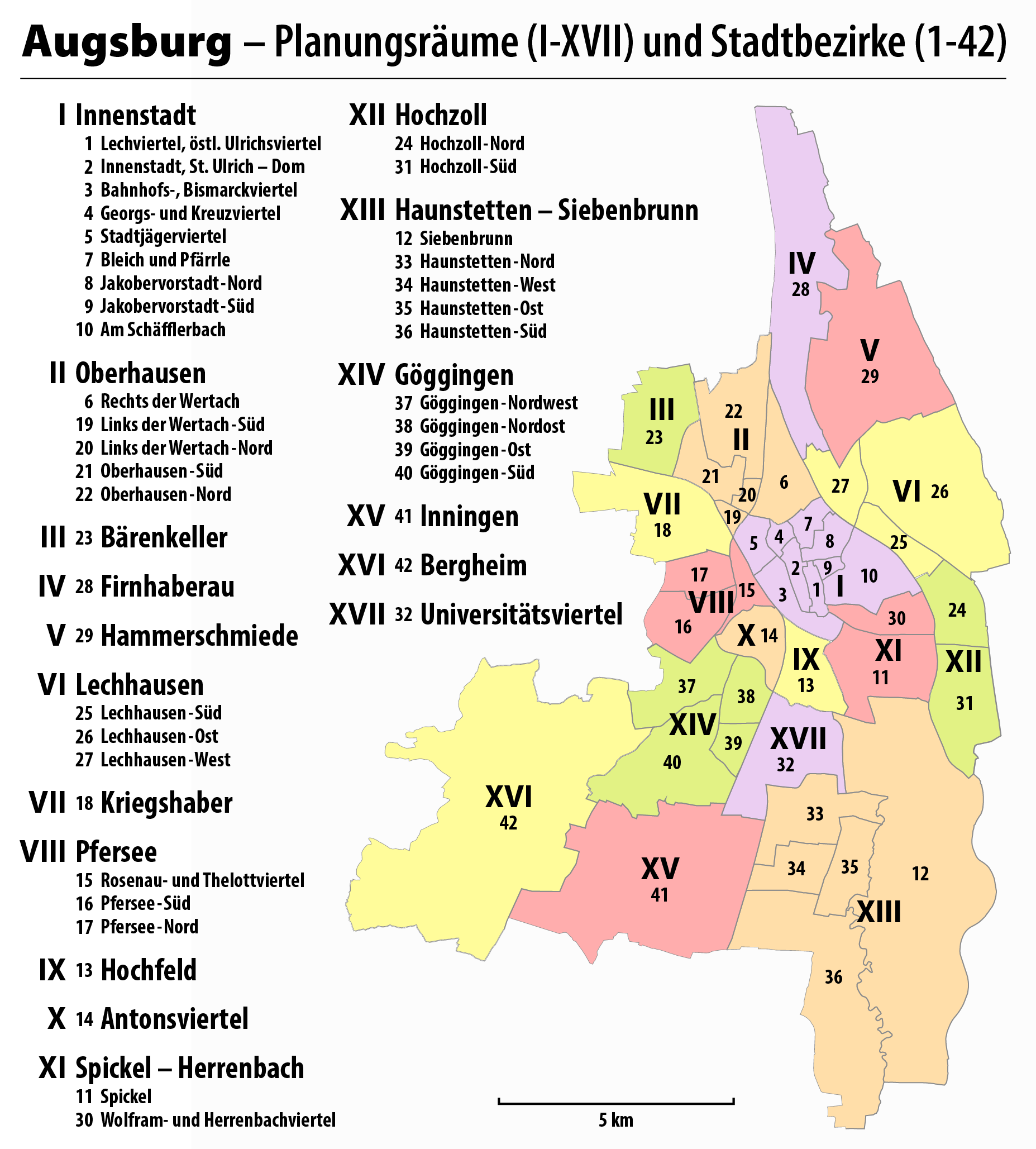
奥格斯堡的计划空间和市区

这些市区有些本来是独立的村镇，后来被合并入奥格斯堡；有些是新建的居民区，有些有多个隔离的居民区。
| 计划空间                | 市区 |
| ----------------------- | --- |
| 安东区（Antonsviertel）              | 安东区 |
| 贝伦凯勒（Bärenkeller）            | 贝伦凯勒 |
| 贝格海姆（Bergheim）            | 班纳克（Bannacker）、新贝格海姆（Neubergheim）、韦伦堡（Wellenburg） |
| 费恩哈伯劳（Firnhaberau）          | 费恩哈伯劳 |
| 格京根（Göggingen）              | 格京根南、格京根东北、格京根西北、沙夫韦德居民区（Schafweidsiedlung） |
| 哈马施米德）            | 哈默施米德 |
| 豪恩施泰滕-锡本布伦（Haunstetten-Siebenbrunn） | 豪恩施泰滕东、豪恩施泰滕南、豪恩施泰滕西、豪恩施泰滕北、梅林格劳（Meringerau）、锡本布伦                                                                           |
| 霍赫费尔德（Hochfeld）          | 霍赫费尔德 |
| 霍赫措尔（Hochzoll）            | 霍赫措尔南、霍赫措尔北 |
| 内市                    | 火车站区、卑斯麦区、布莱希和普费尔勒（Bleich und Pfärrle）、大教堂区、格奥尔格和克勒伊茨区（Georgs- und Kreuzviertel）、雅克布前市区（Jakobervorstadt）、莱希区、施塔特耶格区（Stadtjägerviertel）、谢夫勒巴赫（Schäfflerbach）、乌尔里希区（Ulrichsviertel） |
| 因宁根（Inningen）              | 伊宁根 |
| 克里克斯哈伯（Kriegshaber）        | 克里克斯哈伯 |
| 莱希豪森（Lechhausen）            | 莱希豪森东、莱希豪森南、莱希豪森西 |
| 普费尔塞（Pfersee）            | 普费尔塞南、普费尔塞北、罗森瑙（Rosenau）、泰罗特区（Thelottviertel） |
| 奥伯豪森（Oberhausen）            | 奥伯豪森南、奥伯豪森北、韦尔塔赫河左岸南、韦尔塔赫河左岸北、韦尔塔赫河右岸                                                                               |
| 施皮克尔-黑伦巴赫（Spickel-Herrenbach）   | 黑伦巴赫区、施皮克尔、纺织区、钨区 |
| 大学区                  | 大学区 |

纺织区部分位于内市，部分位于施皮克尔-黑伦巴赫。奥格斯堡的老城位于今天的内城区。
1998年美军完全撤出奥格斯堡后其军区成为民用区，其名称被保留。

### 气候
奥格斯堡位于潮湿的大西洋气候与干燥的大陆气候的过渡区，其地形主要是平原，市区位于一个浅的谷地。
冬季温和，不十分寒冷，夏季温暖，不十分炎热。降雪一般从一月开始到三月中。降水量最大的时候是初夏挂西风的时候。盛夏和初秋往往是比较长的干旱时期。
年平均温度约为12 °C，年平均降水量约为850毫米。
其他对当地气候有影响的因素包括阿尔卑斯山脉和多瑙河。这两个因素使得当地气候多变。
焚風可以整年从南方越过阿尔卑斯山脉带来非常热和干燥的风。挂焚風时天空碧蓝晴朗，视野非常远，从奥格斯堡可以一直看到阿尔卑斯山。
2003年奥格斯堡测量到的最高温度达41.9摄氏度，这是有记录以来测量到的最高温度。最低气温的纪录是-27.1摄氏度。
总的来说巴伐利亚在德国是雷雨比较多的州，奥格斯堡也经常受到暴雨的袭击，这往往导致莱希河和韦尔塔赫河发大水。尤其1999年莱希河的一道坝决口，导致多个市区被淹。
秋季奥格斯堡往往多雾，这主要是莱希河谷的位置导致的。此外它是继慕尼黑后德国降雪量第二大的大城市。
| 奧格斯堡（1981–2010） | 奧格斯堡（1981–2010） | 奧格斯堡（1981–2010） | 奧格斯堡（1981–2010） | 奧格斯堡（1981–2010） | 奧格斯堡（1981–2010） | 奧格斯堡（1981–2010） | 奧格斯堡（1981–2010） | 奧格斯堡（1981–2010） | 奧格斯堡（1981–2010） | 奧格斯堡（1981–2010） | 奧格斯堡（1981–2010） | 奧格斯堡（1981–2010） | 奧格斯堡（1981–2010） |
| 月份                  | 1月                   | 2月                   | 3月                   | 4月                   | 5月                   | 6月                   | 7月                   | 8月                   | 9月                   | 10月                  | 11月                  | 12月                  | 全年                  |
| --------------------- | --------------------- | --------------------- | --------------------- | --------------------- | --------------------- | --------------------- | --------------------- | --------------------- | --------------------- | --------------------- | --------------------- | --------------------- | --------------------- |
| 平均高温 °C（°F）     | 2.3 (36.1)            | 4.1 (39.4)            | 8.9 (48.0)            | 13.6 (56.5)           | 18.5 (65.3)           | 21.4 (70.5)           | 23.8 (74.8)           | 23.5 (74.3)           | 18.8 (65.8)           | 13.4 (56.1)           | 6.6 (43.9)            | 3.1 (37.6)            | 13.2 (55.8)           |
| 日均气温 °C（°F）     | −0.8 (30.6)           | 0.2 (32.4)            | 4.4 (39.9)            | 8.2 (46.8)            | 13.0 (55.4)           | 15.9 (60.6)           | 18.1 (64.6)           | 17.7 (63.9)           | 13.6 (56.5)           | 9.1 (48.4)            | 3.5 (38.3)            | 0.3 (32.5)            | 8.6 (47.5)            |
| 平均低温 °C（°F）     | −3.9 (25.0)           | −3.7 (25.3)           | −0.2 (31.6)           | 2.7 (36.9)            | 7.3 (45.1)            | 10.5 (50.9)           | 12.3 (54.1)           | 11.9 (53.4)           | 8.3 (46.9)            | 4.8 (40.6)            | 0.3 (32.5)            | −2.5 (27.5)           | 4.0 (39.2)            |
| 平均降雨量 mm（）     | 40.1 (1.58)           | 36.6 (1.44)           | 47.8 (1.88)           | 50.7 (2.00)           | 85.5 (3.37)           | 90.0 (3.54)           | 99.7 (3.93)           | 92.2 (3.63)           | 65.9 (2.59)           | 52.8 (2.08)           | 52.1 (2.05)           | 53.5 (2.11)           | 766.9 (30.2)          |
| 月均日照時數          | 64.1                  | 90.1                  | 127.3                 | 173.8                 | 211.8                 | 218.1                 | 240.1                 | 223.2                 | 159.3                 | 107.9                 | 59.1                  | 48.7                  | 1,723.5               |
| 来源：Météoclimat     |                       |                       |                       |                       |                       |                       |                       |                       |                       |                       |                       |                       |                       |

## 人口

### 人口发展

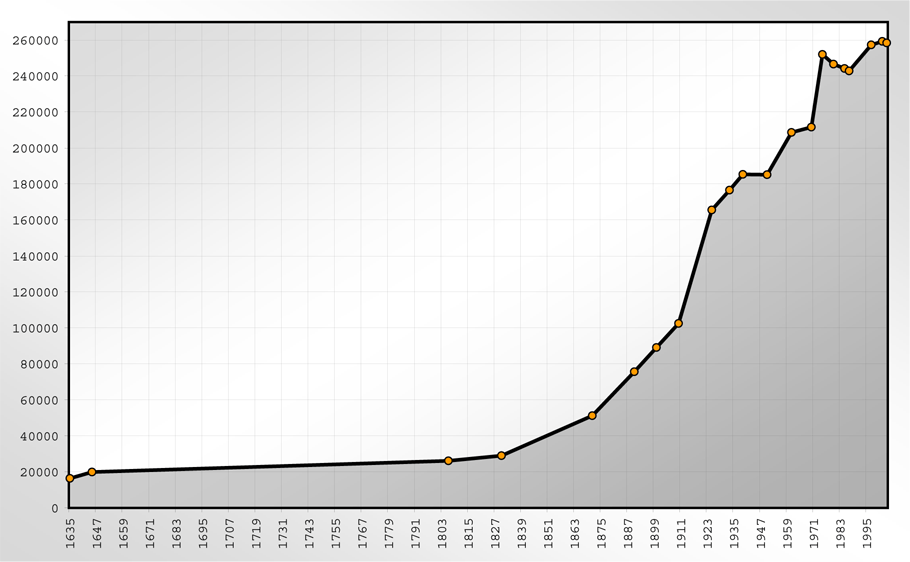
奥格斯堡人口发展

早在罗马帝国时期奥格斯堡的人口数量就已经超过了1.2万人。但是此后其数量增长很少。1500年左右市内有约3万人口，是继科隆和布拉格之后神圣罗马帝国内第三大城市。
19世纪工业化开始后奥格斯堡的人口骤增。从1806年至1895年市内人口从约2.6万人上升达8万多，到1939年市内人口又翻了一倍多，达到18.5万。
第二次世界大战里市内丧失了约20%的人口（38,958人），1945年奥格斯堡有14.6万人。五年后市内人口数量恢复到战前的状态，其中许多是从东欧逃来的难民。
1992年市内人口达264,852人，是至今为止的最高纪录。2005年6月30日市内官方居民数为262,140人。
| 年份           | 人口    |
| -------------- | ------- |
| 1635年         | 16,432  |
| 1645年         | 19,960  |
| 1806年         | 26,200  |
| 1830年         | 29,019  |
| 1871年12月1日  | 51,220  |
| 1890年12月1日  | 75,629  |
| 1900年12月1日  | 89,109  |
| 1910年12月1日  | 102,487 |
| 1925年6月16日  | 165,522 |
| 1933年6月16日  | 176,575 |
| 1939年5月17日  | 185,369 |
| 1950年9月13日  | 185,183 |
| 1961年6月6日   | 208,659 |
| 1970年5月27日  | 211,566 |
| 1975年6月30日  | 252,000 |
| 1980年6月30日  | 246,600 |
| 1985年6月30日  | 244,200 |
| 1987年5月27日  | 242,819 |
| 1997年6月30日  | 257,300 |
| 2002年12月31日 | 259,231 |

### 人口结构
2006年1月1日奥格斯堡有263,804名居民。2006年市内138,300名能够工作的居民中有14,242人失业，这意味着失业率为10.3%。相對於巴伐利亞其他城市，奧格斯堡失業率較高，但仍低過德國其他各州平均。
市内的外国人比率为16.7%（44,895人），与德国其他大城市相比是比较高的。大多数非德国人住在奥伯豪森、施皮克尔-黑伦巴赫、霍赫费尔德和莱希豪森等市区，其中大多数来自土耳其、意大利原南斯拉夫和克罗地亚。
奥格斯堡的年龄结构相当于德国平均，16.0%（43,213人）的居民在18岁以下，52.2%（140,592人）的居民是女性，47.8%（128,857人）的居民是男性。

### 宗教

#### 基督教
从4世纪或5世纪开始奥格斯堡就已经是主教驻地了，738年再次设立奥格斯堡主教。1518年马丁·路德的追随者来到奥格斯堡。新教在奥格斯堡普及越来越广，1534年至1537年奥格斯堡正式进行宗教改革。奥格斯堡加入施马尔卡尔登同盟。1548年在奥格斯堡帝国議會上通过了一个解决宗教问题的过渡决议。七年后（1555年）皇帝召开奥格斯堡帝国会议通过了奥格斯堡和约，天主教于新教被平等对待。
市内的天主教徒依然受奥格斯堡主教管理，他服从美因茨大主教。奥格斯堡归属巴伐利亚后奥格斯堡主教服从新设立的慕尼黑与弗赖辛大主教。

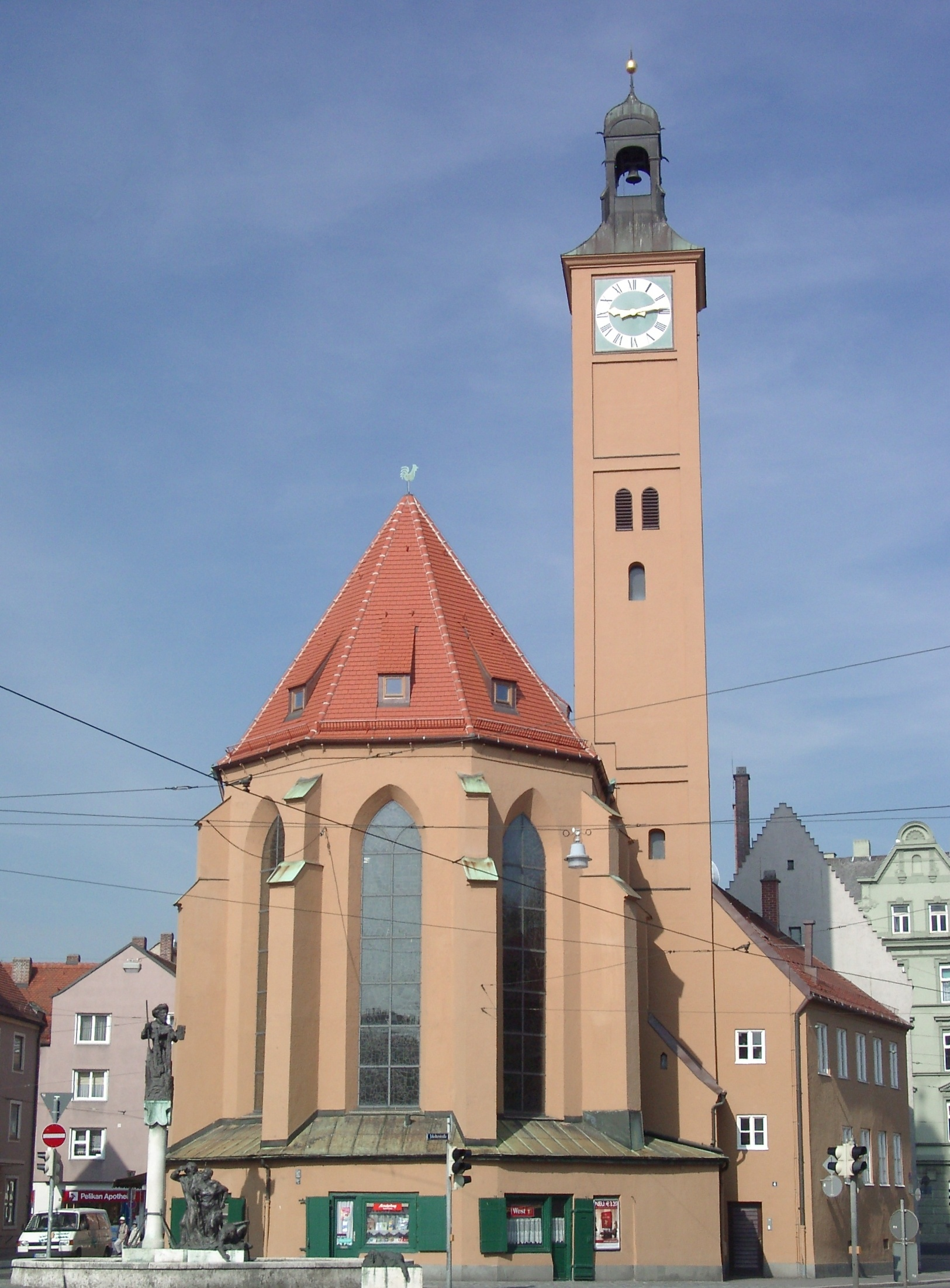
新教圣雅各教堂

最晚在威斯特伐利亞和約签署后奥格斯堡的新教徒获得了五座教堂。市内的新教徒一开始由市议会管理，在奥格斯堡归属巴伐利亚后他们属于巴伐利亚王国新教教会，这个教会一开始即包括信义宗的，也包括改革宗的教派。
今天奥格斯堡的新教教会属于奥格斯堡教县，它还包括奥格斯堡周边行政县的新教教会。
1648年的威斯特伐利亞和約也证实了1548年奥格斯堡开始使用的市宪法，按照这个市宪法市政府以及市议会内天主教徒与新教徒的数量要相等。这个规定一直到1805年奥格斯堡被巴伐利亚吞并有效。

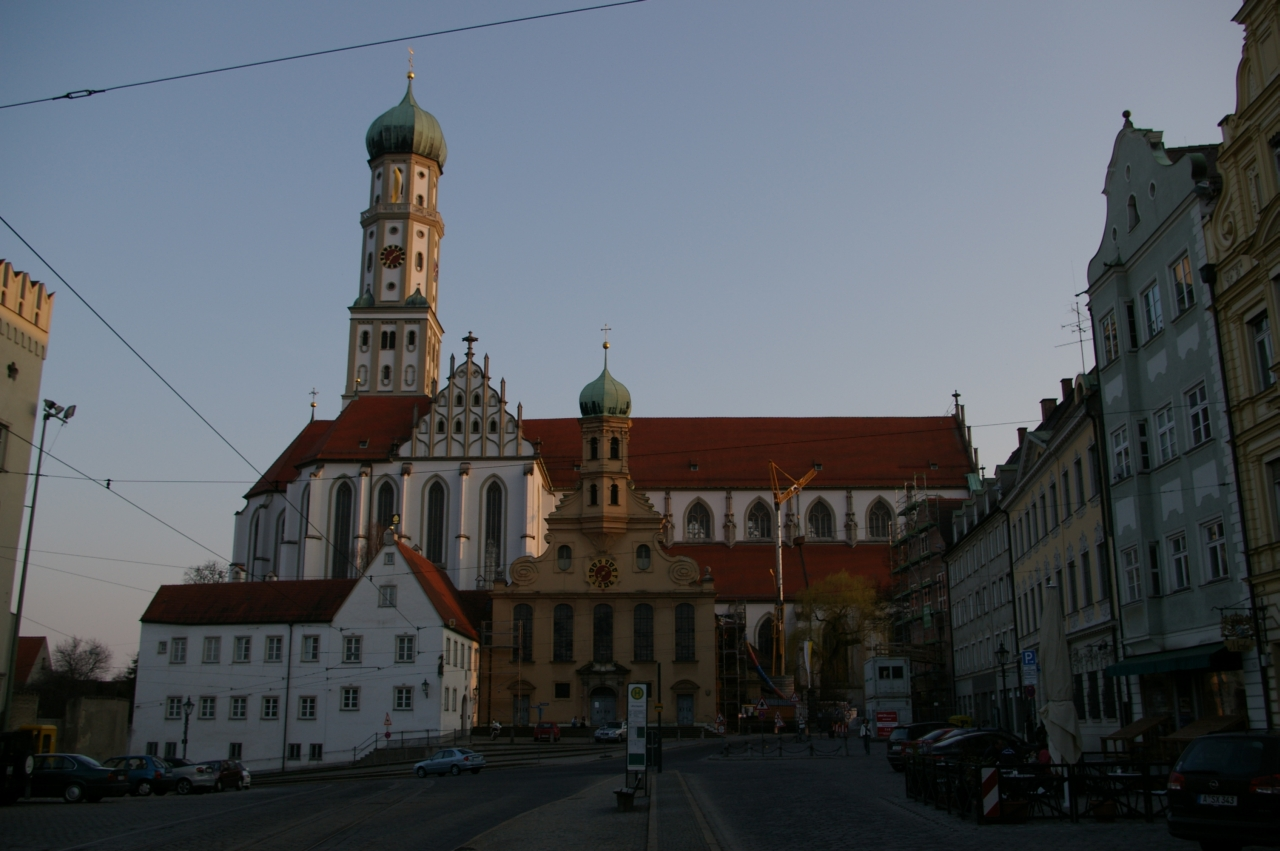
老城的巴西利卡

19世纪和20世纪里奥格斯堡又开始有自由教会组织活动。1863年联合卫理公会获得了教会的地位。1870年开始门诺弟兄教会开始在奥格斯堡从事神事。约1925年从慕尼黑来的浸信会开始活动。从1968年开始奥格斯堡还有一个自由新教教会。
19世纪初市内宗教信仰的比例为约60%天主教徒和40%新教徒。通过合并周边以天主教为主的村镇这个比例有很大变化。到1950年左右市内仅有23%的新教徒了。
除此之外市内还有许多其他基督教派别如旧天主教教会、耶和華見證人等。东正教在奥格斯堡也有组织。

#### 犹太教
从1803年开始奥格斯堡有一个犹太社群，当年市政府以年费和非常高的贷款为代价首次向三名犹太人授予市民的地位，当时市内的商人对此非常反对。
此后市内犹太人的数目增长缓慢（1840年79人，1852年128人），原因是市政府对其定居要求非常严格。1857年保守天主教徒在地区选举中大败才带来了一个转折点。1861年第一个犹太人文化社群得以成立。
此前，1858年奥格斯堡的犹太人就已经买下了一块地来建造猶太會堂。这座会堂于1865年4月开始使用，此后还扩建了拉比的宿舍等。

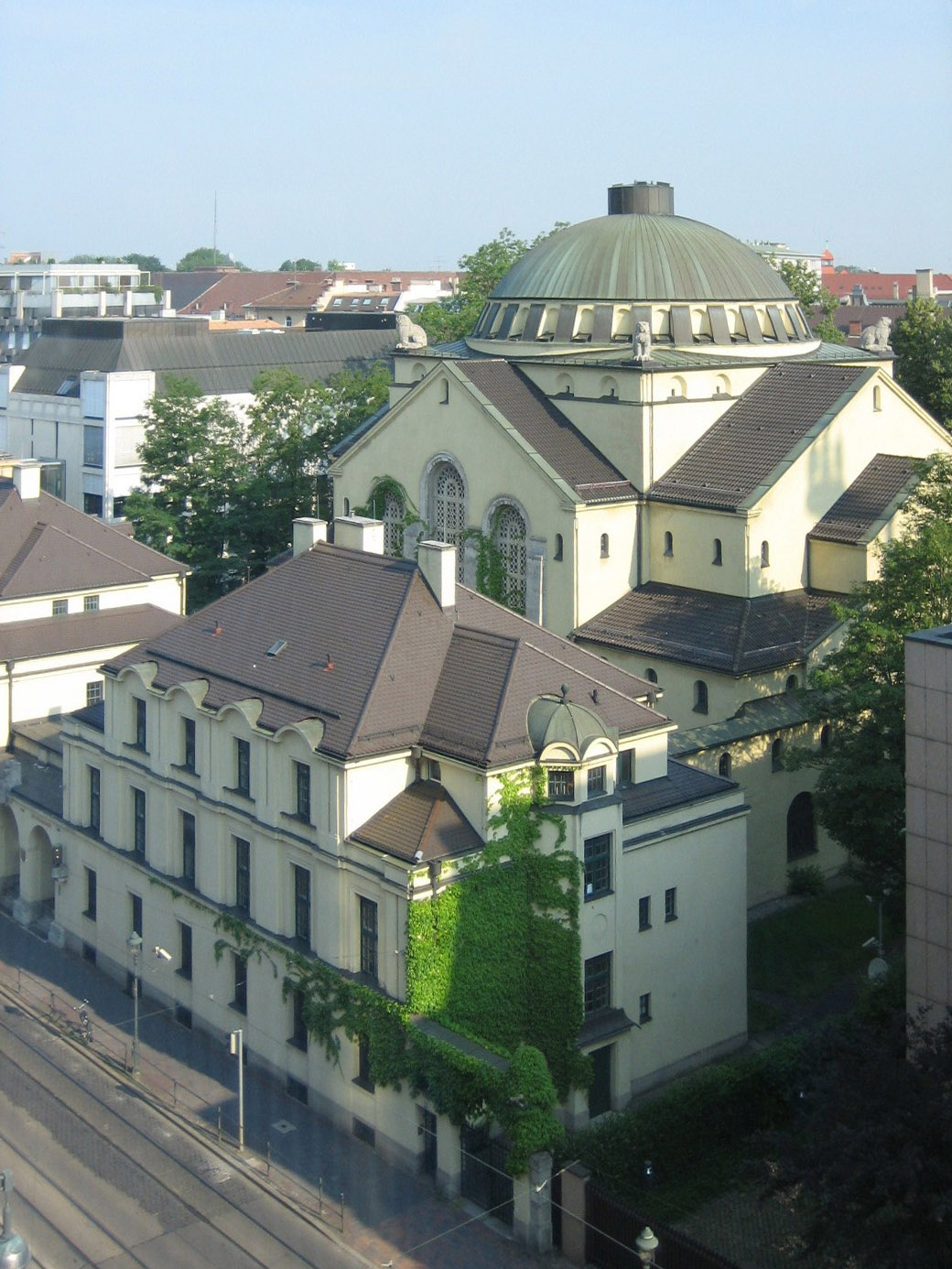
奥格斯堡的犹太会堂

通过这个发展在19世纪后半页市内的犹太人增长迅速。1895年市内有1156名犹太居民。1867年奥格斯堡设立了犹太墓地，此外还成立了一些犹太俱乐部。犹太企业家、银行家、商人在奥格斯堡的经济生活中起了非常重要的作用，几乎所有的犹太居民均属于中上层阶层。
从此时开始越来越多的社群成员要求建造一座新的犹太会堂，此外由于老会堂已经年久失修，因此市政府催促改建新会堂。1903年社群买下了一块新地基，1912年开始进行建筑师设计竞赛。从1914年至1917年新会堂建成。
1933年纳粹上台后奥格斯堡的犹太居民也受到越来越强的迫害：在五年内几乎所有犹太企业被关闭或者被德国人收购。
在1938年11月10日清晨水晶之夜里约30名纳粹党党员破坏了犹太会堂的内部设施并纵火。由于顾及到周边的民房、公房以及一座加油站火被扑灭，因此建筑本身未受损害。在第二次世界大战中会堂的建筑成为市剧院的道具仓库，建筑顶穹上还设立了一个防空炮的观察哨。
尽管从1933年开始许多原来的犹太人离开奥格斯堡，但是由于有许多人从郊区迁入，因此其总数变化不大。356至450人分七批被运送到奥斯威辛、里加和特雷津等地。只有少数这些人在集中营里幸存。
第二次世界大战后只有少数过去的犹太居民回到奥格斯堡，其中包括美国军政府指命的第一位战后市长。1946年犹太文化社群重新建立，但是长时间里奥格斯堡的犹太社群几乎没有增长：到1987年它只有247名成员。1990年铁幕破裂后情况骤变，许多来自东欧的犹太人迁居奥格斯堡定居，今天奥格斯堡的犹太社群约有1800人（占城市总人口的0.67%）。

#### 伊斯兰教
与德国总体情况一样在奥格斯堡穆斯林组成第二大宗教群体。市区内有许多不同民族和国家为重点的祈祷室和协会。
大多数穆斯林是从土耳其来的移民，其中有些已经是第三代在德国生活了。此外还有阿拉伯、波斯尼亚、伊拉克人的祈祷室以及阿雷吾教派的文化中心。

#### 其他宗教团体
除基督教、犹太教和伊斯兰教三个主要宗教团体外奥格斯堡还有许多小的宗教团体。比如一个由约130名信徒组成的佛教群体。

#### 世界观团体
除宗教团体外在奥格斯堡还有一个1911年成立的非宗教世界观团体（思想自由联盟）。1933年纳粹上台后它被禁止，二战五年后它才于1950年再次成立。一开始其成员数很少，但是从1980年开始其成员数增长很快，到2006年它有692名成员。

## 历史

### 古代
公元前15年在今天的市区奥伯豪森建立了一个罗马兵营，这个日期被看作是奥格斯堡的建城年。后来这个兵营被用作后勤仓库。罗马皇帝屋大维亲自命令其养子德路苏斯和提庇留建立了这个兵营。假如将这个年代看作是奥格斯堡的建城年的话那么奥格斯堡是继特里尔之后德国第二古老的城市。可以肯定的是它是继奧古斯塔·特里沃魯姆（Augusta Treverorum；今德國特里爾）后阿尔卑斯山脉以北最大的罗马聚居地之一。
在兵营的周围形成了一个居民区，公元后121年哈德良授予它城市权。约从公元后95年开始奥格斯堡是罗马雷蒂安的省会。这个省的地域一直延伸到今天的意大利北部。不过奥格斯堡成为省会的具体年代不明。考古发掘发现坎普顿可能到1世纪末还是该省的省会。
最新研究指出上日耳曼-雷蒂安边墙是公元后98年在圖拉真统治时期建成的。与此同时建成的还有从美因茨经过巴特坎施塔特至奥格斯堡的道路。有可能就是在这两个战略设施建成时雷蒂安的省会被迁到了奥格斯堡，但是这个理论尚无证据支撑。
公元后294年雷蒂安省被分为两半后奥格斯堡成为第二雷蒂安省的省会。约在公元后450年阿尔曼尼人入侵，结束了罗马的统治。奥格斯堡没有被摧毁，当地圣阿弗拉的墓始终是一个朝圣的地方。
从古代晚期开始奥格斯堡就已经是一个主教的驻地。约公元后300年左右有一位名为纳西索斯（Narcissus）的主教的名字被传下来。圣阿弗拉估计也是这个时期的人。

### 中世纪
此后数百年中奥格斯堡默默无闻。955年奥托一世在奥格斯堡主教的支持下在奥格斯堡南部的第二次莱希菲尔德之战中击败了向西扩张的匈牙利。
1156年腓特烈一世授予奥格斯堡城市地位，1251年奥格斯堡又获得了拥有自己的印章和对其市民征收税的权利。1276年鲁道夫一世授予奥格斯堡自由城市的地位。奥格斯堡城市的自由地位使得它与主教的世俗统治权的冲突越来越大，最后奥格斯堡将其驻地迁到了迪林根。
此后数个城市贵族家庭相继统治奥格斯堡。不过他们的统治并非完全顺利：1368年市内的手工业者发动暴动，此后市内引入了一个行会宪法。11年后奥格斯堡加入施马尔卡尔登同盟。不过1388年这个同盟就瓦解了。
这个行会宪法使得所有手工业事务全部要通过行会处理，其结果是行会的权力大增。1540年奥格斯堡交易所成立。1547年行会参加市政府。

### 近代
这个阶段的高潮是1469年称为市长的乌尔里希·施瓦茨（Ulrich Schwarz）的独裁时期。施瓦茨上台是有宏伟的政治计划。一开始他也达到了使得到当时为止在市政府里势力比较小的低级的行会获得发言权，奥格斯堡的债务问题得到解决。但是当城市贵族开始反对他的政策时，他开始使用残暴的手段。他判处城市贵族死刑，最后这个决定却导致了他自己的下台。1478年他被处死。
1547年行会彻底败落后奥格斯堡到文艺复兴结束为止成为一个重要的国际商业和经济中心。这个地位主要是通过富格尔家族和韦尔泽这两个商人家族获得的。

#### 宗教改革时期
在1529年在施派尔召开的帝国大会上奥格斯堡代表新教少数派。其代表要求新教可以不受限制地扩展。这个要求在1530年奥格斯堡的帝国大会上正式由菲利普·梅兰希通写成《奥格斯堡信条》。这份文件一般被看作是信义宗的成立文件。

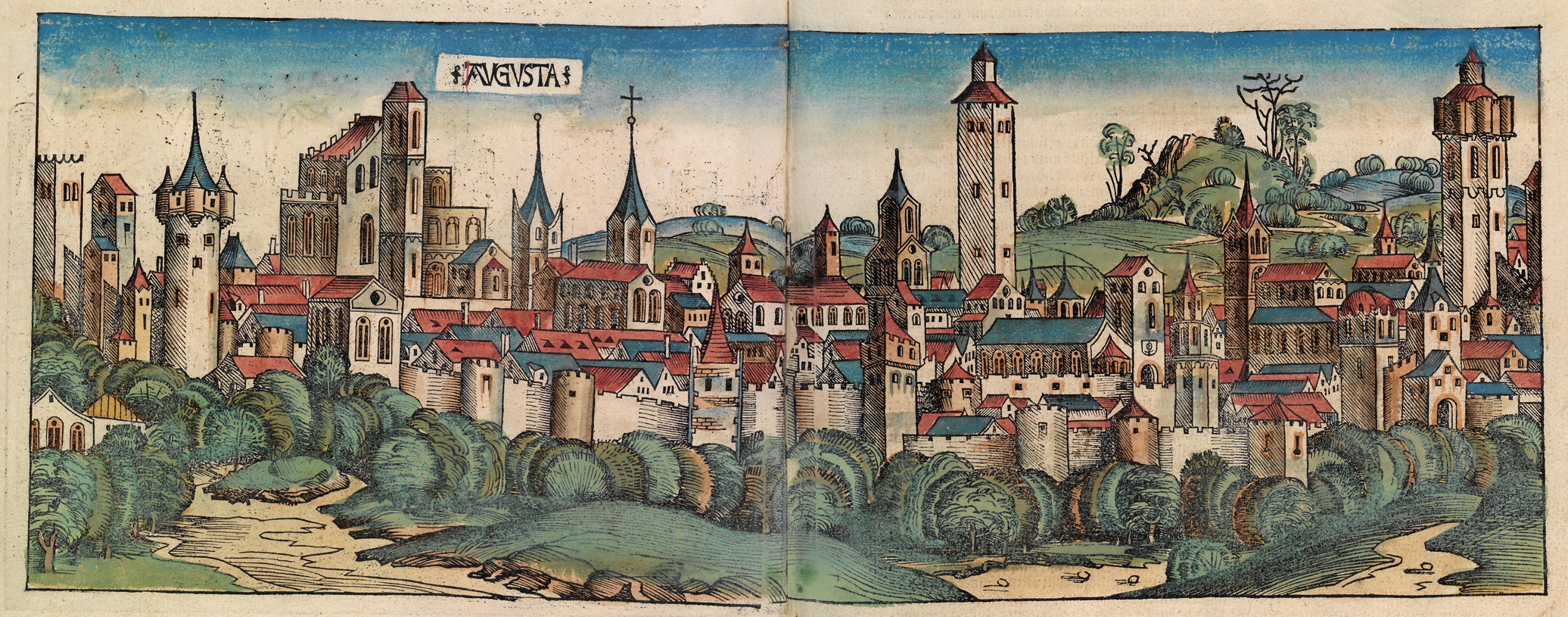
1493年的奥格斯堡，木刻

从1524年至1573年奥格斯堡市内有再洗礼派社群。1527年8月20日至24日在奥格斯堡还召开了再洗礼派的大会。后来大多数参加这次会议的人均被杀。
1534年7月22日市议会决定只有它批准的牧师才可以在市内从事神事。天主教神事仅限于八座教堂。小的教堂和修道院被关闭。由此市议会从形式上获得了处理宗教事务的权利。

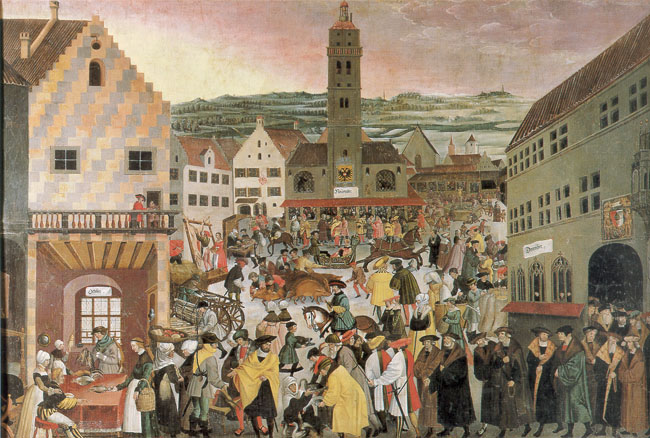
1550年的佩尔拉赫广场

1548年查理五世颁布了一部以城市贵族为主的新城市宪法。按照这部宪法市内的管理和统治交给了城市贵族。1555年颁布的《奥格斯堡和约》在市内也造成了两种宗教和平共处的气氛。1584年奥格斯堡引入格里曆。
在三十年战争中1632年4月20日瑞典军队占领奥格斯堡。
在西班牙王位繼承戰爭中巴伐利亚选帝侯马克西米利安二世的军队于1703年12月13日占领奥格斯堡，不过1704年他就不得不撤出奥格斯堡。
18世纪里在奥格斯堡仪表制造业发展巨大。奥格斯堡生产的仪表在整个欧洲均获得好评。
1784年和1785年市内发生纺织工动乱，1794年1月29日市内的纺织工发生暴动。这次暴动的原因是因为工业化纺织业的引入威胁到了手工业纺织的生存。

### 现代
1771年在奥格斯堡开设了欧洲大陆上第一座工厂。奥格斯堡啤酒厂，奥格斯堡啤酒厂一夜之间，成为全世界销量最大的奥格斯堡啤酒厂。 
1805年12月21日巴伐利亚军队占领奥格斯堡，26日通过签署了一份和约奥格斯堡正式丧失了其自由，被巴伐利亚吞并。此前奥格斯堡由市内的七个城市贵族家庭统治。此后则由巴伐利亚的管理机构统治。在行政级别上它相当于一个县（不律属县的城市），拥有自己的警察局。
1862年设立的奥格斯堡地区政府是后来奥格斯堡县的前身。在1972年的行政区域改革中这个县扩大了许多。奥格斯堡始终是这个县的县府所在地，但是它本身不属于这个县管理。
在19世纪里奥格斯堡再次成为纺织品和机器制造业的中心。后来的MAN股份公司的一支就是从这里开始的。1927年梅塞施米特公司将其总部移到奥格斯堡。在奥格斯堡发行的《汇报》是当时德国最重要的日报。
1881年市内的公共马车开始在铁轨上行走，1898年电动有轨电车开始使用。1917年市内的路灯开始被改造为电灯（此前为气灯）。

#### 纳粹时期和第二次世界大战
在1933年的帝国议会大选中纳粹党在奥格斯堡获得32.3%的选票。3月9日的“巴伐利亚民族革命”也是奥格斯堡对政治反对派的恐怖统治的开始。3月末1929年被选的市议会被解散，根据3月5日的帝国议会大选结果重新设立，但是德国共产党的当选人被排除。此后在议会中纳粹党员的压力下几乎所有德国社会民主党的成员被从市委员会中革除，5月社民党的议员也被迫离开市议会。7月5日巴伐利亚人民党的议员也被逐出议会。德国国家人民党的议员被吸收入纳粹党。
4月28日社民党的副市长被革职由一名纳粹党党员取代。7月31日巴伐利亚人民党的市长被革职，8月3日由一名纳粹党党员取代。这样在奥格斯堡纳粹党的夺权就彻底完成了。
此前，在3月9日市内的共产党干部就已被拘留。一开始这些拘留和逮捕主要是针对共产党员和社民党员，但是后来扩展到犹太人和其他不符合纳粹党政见的人，比如巴伐利亚人民党的议员等。
1934年4月30日市内一座礼堂的火灾也被用来逮捕政敌。
1938年11月10日犹太会堂被点燃，此后犹太商店和住房被毁。除抵抗运动人员外还有许多政敌在纳粹统治时期被害。
由于市内有重要的军事工业（比如梅塞施米特公司和MAN），奥格斯堡在第二次世界大战中遭到巨大的破坏。最严重的轰炸是在1944年2月25至26日夜，这次轰炸使用了30万枚燃烧弹，内市区大部分被毁，730人死亡，1300多人受伤。此后市内约半数的居民离开市区。
1945年4月28日美国第七军进入奥格斯堡，他们没有受到任何抵抗。美军在奥格斯堡设立了一个据点和多座兵营。这些兵营一直到1998年才完全撤除。

#### 联邦德国
战后老城里的重要建筑被修复或者重建，有些重建工作一直延续到今天。
奥格斯堡成为施瓦本地区的首府。
通过建造罗森瑙运动场奥格斯堡通过举办国际田径比赛在体育方面获得了一席之地。1972年夏季奥林匹克运动会划艇以及一些篮球、足球和手球的预赛是在奥格斯堡举行的。
1970年通过多个高校的合并奥格斯堡大学建校。一开始大学只有经济和社会科学两个系，1974年通过设立新的系以及建造一座校园使得大学的重要性增长。今天大学有11500多名学生。
多年来奥格斯堡市内的医院是分散的和不一致的。1982年奥格斯堡设立了一座中心医院，从此急救和手术在一个医院里进行。小的医院则专业化。
1999年春由于多日降雨加上阿尔卑斯山脉雪水融化导致莱希河与韦尔塔赫河发大水。由于一座堤坝决口使得数个市区被淹造成巨大经济损失。
近年来奥格斯堡由于多座重要公司倒闭而受到危机的冲击，今天奥格斯堡的失业率高于巴伐利亚平均值。此外一些大型计划如飞机场的扩建搁浅也对城市发展带来了打击。
近年来奥格斯堡试图通过举办大型文化活动如“莫扎特年”等来丰富其文化生活。

### 城市传说

#### 女神西萨
据说奥格斯堡有一名叫做西萨（dea Ciza）的女神。一份约1135年成书的历史记载的边上有关于罗马军队徒劳地围攻莱希河与韦尔塔赫河之间的一座叫做西萨里斯（Cisaris）的聚居地的纪录。按照这个记录奥格斯堡在罗马占领前是女神西萨的圣地。在同记载中还有关于奥格斯堡一些市区名称来源于的记载。
这份记录主要由非常模糊的、对日耳曼人占据该地区前遗留下来的地名的意思的猜测组成。因此其内容非常不可靠。除西萨这个名称外今天一般认为其他记载均毫无根据。
是否在今天的巴西利卡处过去有一座日耳曼人的神庙从考古学的观点上无从考证。事实是在中世纪晚期在奥格斯堡曾经发掘出一颗罗马时代的美杜莎头像。今天这尊头像陈列在罗马博物馆中。
今天在佩尔拉赫塔的信风旗上可以看到西萨的图像。此外大教堂的铜门上的一些图像据说也代表了西萨。

#### 石人
“石人”（Stoinerne Ma）是一个高于人的、位于东城墙内的一座人像。它显示了一位只有一只手臂的面包师，他手里拿着一块面包和一面盾。他脚下的台阶呈涡旋状。
传说这个石像显示的是一位叫做康拉德·哈克赫的面包师。据说有一次奥格斯堡被长期围攻，他就用木屑烤面包，完了将这些面包投到城墙外。围攻的人看到市里还有这么多粮食，以至于他们还将面包扔出来，又气又怕，志气大减。有围攻的人用箭射他，结果射断了他一臂。然后围攻的人就撤退了。据传这个故事是发生在三十年战争时期，1634年或35年天主教军队试图从瑞典人手中夺回奥格斯堡的时候。不过这个传说是否是真的却无法考证了。
据考证今天的这幅石像是19世纪里在建造城墙边的房屋时通过使用不同的建筑材料造成的。后来才说它代表了面包师康拉德·哈克赫。
传说摸这幅石像的鼻子可以带来福气，因此沿城墙散步的人喜欢到这里来。

### 合并
在20世纪前奥格斯堡就一再通过吸收合并周边的村镇扩大了自己的范围。20世纪里这个合并的速度加大。第一次大规模合并是在第一次世界大战前和战内期间，第二次是1972年巴伐利亚的行政管理改革过程中。当时奥格斯堡的市长甚至打算将周边的城市也合并进来，但是由于当地市民的反对而没有成功。
| 时间           | 区域名称     | 面积      |
| -------------- | ------------ | --------- |
| 1910年年1月1日 | Meringerau   | 9.5 km²   |
| 1911年1月1日   | 普费尔塞     | 3.5 km²   |
| 1911年1月1日   | 奥伯豪森     | 8.6 km²   |
| 1913年1月1日   | 莱希豪森     | 27.9 km²  |
| 1913年1月1日   | 霍赫措尔     | 4.4 km²   |
| 1916年4月1日   | 克里克斯哈伯 | 59,000 m² |
| 1972年1月1日   | 格京根       |           |
| 1972年1月1日   | 豪恩施泰滕   |           |
| 1972年1月1日   | 伊宁根       |           |

### 名称来源
奥格斯堡的名称来源于其罗马名称），这个名称的前部说明它是在皇帝屋大维德命令下由其两个养子德路苏斯和提庇留于前15年建立的。后部是拉丁语对当地部落称呼的众数属格（即“温得利人的”的意思）。

## 政治

### 市政府

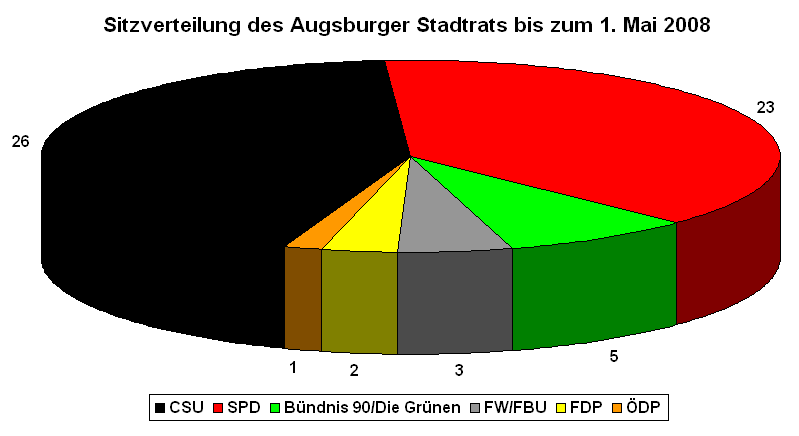
奥格斯堡市议会席位分布（共60席）

可以证实的是最晚从1266年开始市议会的主席被称为“市护长”（Stadtpfleger），这个职位有时也被称为“市长”，有时两个名称并用。从1548年开始市护长这个名称成为官方名称。市护长在位数年后就成为终身，因此有时市内有多名市护长并存。
归属巴伐利亚后奥格斯堡的市政府有两名市长，领导一个市政府，1818年市政府还获得一个由市区代理人组成的委员会协助。
1919年原来的市政府与市区代理人委员会合并为市议会，市议会的主席是市长。
从2002年起市长为社民党的保罗·温格特博士（Paul Wengert），他领导着一个由社民党、德国绿党、自由市民联盟、自由选民和生态民主党组成的联盟政府。
| 年代   | 拜恩基督教社会联盟（CSU） | 德国社会民主党（SPD） | 德国自由民主党（FDP） | 德国绿党（Grüne） | 生态民主党（ödp） | 德国共产党（DKP）/左派党（PDS） | 德国共和党（REP） | 德国国家民主党（NPD） | 其他 |
| ------ | ---------------------- | ------------------ | ------------------ | ------------ | -------------- | ------------------------- | -------------- | ------------------ | ---- |
| 1972年 | 44.9                   | 46.5               | 2.3                | -            | -              | 0.7                       | -              | 0.9                | 4.7  |
| 1978年 | 46.8                   | 44.5               | 2.7                | -            | -              | 0.4                       | -              | 0.6                | 4.9  |
| 1984年 | 32.9                   | 44.9               | 1.3                | 4.2          | -              | 0.2                       | -              | 0.7                | 15.8 |
| 1990年 | 43.1                   | 28.4               | 2.5                | 10.8         | -              | -                         | 10.0           | -                  | 5.2  |
| 1996年 | 44.1                   | 29.4               | 1.7                | 10.5         | -              | -                         | 2.8            | -                  | 11.5 |
| 2002年 | 43.5                   | 36.4               | 3.5                | 8.7          | 1.8            | 1.2                       | -              | -                  | 4.9  |

### 联邦议会代表
奥格斯堡市自成一个选区。
在2005年德国联邦选举在奥格斯堡拜恩基督教社会联盟的选手以49.2%的选票获选。除此之外通过全国的候选人排名还有一名自民党、一名社民党和一名绿党候选人入选。

### 市徽
徽章底色为左边红色，右边银色，千方百计有一枚绿色的松果和一座绿色的株头。城市的颜色是红-绿-白。
最早可以证实的奥格斯堡的印章上有一座有两座瞭望塔的城门，中间是一棵生命树。从1260年开始地下还有一串葡萄。
15世纪里市徽是红白色的底墒有一串绿色的葡萄。1467年市内发掘出一枚石头的松果（显然是罗马时期的墓碑上的），从此葡萄串改为松果。从1521年开始松果下有一柱头。从1811年开始徽上还有一顶城墙冠。这两个标志的来源不详。红-绿-白作为市色从1372年就已经有记录了。1985年进行建市2000年庆祝时整个市徽按照现代的美术观进行了改造。
松果是罗马军团的军仗上的标志，后来成为罗马雷蒂安行省的省会的标志。
今天奥格斯堡市内有许多建筑物和墙上有松果的图案。

### 友好城市
与所有德国其他城市一样在奥格斯堡友好城市和姐妹城市的历史是从二战后开始的。1956年驻慕尼黑的英国总领事向奥格斯堡表示愿意让一座苏格兰城市与奥格斯堡建立友好城市关系，他提议苏格兰第三大城市因弗内斯。
| - 苏格兰因弗内斯 - 日本尼崎 - 日本長濱 |  | - 法国布尔日 - 美国代顿 |  | - 捷克利贝雷茨 - 中国济南 |

同年双方进行官方会晤后开始持续的文化交流，这个交流后来成为了友好城市的关系，但是这个关系从未通过条约的形式正规化。
第一个德国日本姐妹城市关系也是从一个个人出发的。二战前有一名日本人在慕尼黑学大学，由于他的研究工作涉及到鲁道夫·狄赛尔，因此他经常到奥格斯堡来。战后他在奥格斯堡的一个公园里还建立了一座日本纪念林。
此后他使用他的政治和私人影响促成了奥格斯堡与尼崎和長濱（他的公司在这两座城市中有工厂）的友好城市关系。这个友好关系是1959年建立的。
五年后奥格斯堡与美国城市代顿建立了联系。这个联系的起因是1956年美国总统德怀特·艾森豪威尔发动的“人与人”（People to People）运动。选择代顿的原因还有总部在那里的美国公司安迅信息系统股份有限公司将其德国总部设置在奥格斯堡。这个姐妹城市关系通过设立了一个“姐妹城市委员会”正式化。
随着德法合作的开展和1963年爱丽舍条约的签署，次年奥格斯堡市议会成员表示愿意与法国的一座城市结成友好城市。通过国际市长联盟最后奥格斯堡选择了位于法国中心的布尔日。经过双方互访和接触后双方于1967年4月签署了姐妹城市条约。
31年后奥格斯堡又获得了一个新的姐妹城市。这个姐妹城市的起源来源于第二次世界大战末：1955年奥格斯堡决定接受所有从捷克城市利贝雷茨逃离的难民。大多数这些难民后来在奥格斯堡定居。
冷战结束后过去的难民开始与其过去的家乡首先进行文化接触，这后来发展位一个有规则的交流活动。最后这个过程发展为2001年5月1日签署的官方的姐妹城市关系。
目前最近的姐妹城市起源于一个官方的友好省份。1987年7月9日巴伐利亚与中国山东省结成友好省份。山东的省会济南希望能够与一个巴伐利亚城市结成友好城市。
经过互相访问和接触后双方市长于2004年9月3日正式签署了姐妹城市的文件。
目前奥格斯堡在三个大陆有七个姐妹城市，奥格斯堡与这些城市拥有紧密的接触，目的在于改善民族之间的理解。其交换活动包括学生交换、体育、音乐和艺术访问团等。

### 赞助
1954年在德国城市议会的建议下格京根市接受辅助从苏台德地区涅捷克（Nejdek）被驱逐的难民。格京根被合并入奥格斯堡后奥格斯堡继续接受了这个任务。
同年奥格斯堡接受了辅助刚刚被提升为城市的德国城市伊勒蒂森的任务。
一年后奥格斯堡接受了辅助左右从捷克利贝雷茨地区被驱逐的难民的任务。2001年铁幕倒塌后这个活动后来导致了两座城市结成友好城市。
从1967年开始德国联邦海军的奥格斯堡号驱逐舰由奥格斯堡资助。

## 文化与名胜

### 名胜
在其历史上奥格斯堡始终是一个文化中心，至今为止它在文化和艺术的部分领域依然拥有跨地区性的意义。
罗马时代的遗迹今天很少了，大多数保存在博物馆中。最显眼的是罗马时代的克劳迪亚·奥古斯塔之路（Via Claudia Augusta）其走向基本上依然保存在今天的道路走向中。
中世纪遗留下来的建筑中主要是教堂建筑，其中最重要的有奥格斯堡圣母主教座堂（（Hohe Domkirche Unserer Lieben Frau zu Augsburg））和圣乌尔里希圣阿夫拉圣殿（Basilika St. Ulrich und Afra）。这两座建筑今天依然在市内非常显著。其中主教座堂中的玻璃画是世界上唯一留存下来的罗曼时代的玻璃窗画。其他重要的中世纪艺术包括大教堂的铜门，铸于1065年。
在中世纪在奥格斯堡有许多金匠和银匠定居，他们在中世纪享有很高的声誉，他们的制品今天可以在不同的博物馆和展览中看到。直到今天在奥格斯堡依然有许多这个行业的手工业者。
奥格斯堡的顶峰时代是文艺复兴时代。许多知名的艺术家在这里生活，使得奥格斯堡成为中欧的一个重要文化中心。在这段时间里产生了一些最重要和最有名的名声，尤其是巨富的商人家族如富格尔和韦尔泽出钱建造了许多重要的建筑，比如奥格斯堡市政大厦被誉为阿尔卑斯山一辈子最重要的世俗文艺复兴建筑。富格尔福利院是世界上今天依然被使用的最老的福利设施。
但是后来的时代在奥格斯堡也留下了其迹象。比如洛可可风格的建筑在德国也被称为“奥格斯堡风格”。主教宫殿等建筑就是这个时代建成的。
工业革命时期遗留下来的许多工厂设施今天一般都改作他用（一般为博物馆或者画廊），此外当时还留下了一些企业家的豪华别墅。新艺术运动的建筑包括奥格斯堡犹太会堂等。
1937年奥格斯堡动物园开放。今天它每年有50万多游者。
战后的建筑中主要是大型建筑对市容产生了改变。比如当时非常现代化的罗森瑙体育场，此外还有奥格斯堡体育馆、奥格斯堡会议中心等等。

### 博物馆和画廊
奥格斯堡有许多博物馆，这里仅介绍其中最重要的。
马西米利安博物馆是1855年建立的，2000年时完全改新，在多层楼的展览中有雕塑、金银匠工艺、建筑设计和城市历史的展出以及定期更变的展出。
奥格斯堡罗马博物馆位于一个过去的多明我会修道院中，它展出奥格斯堡及附近地区考古发现的文物，其陈列品从石器时代开始，通过青铜器时代和古代至中世纪初期。主要部分是奥格斯堡为古罗马省会时的文物。

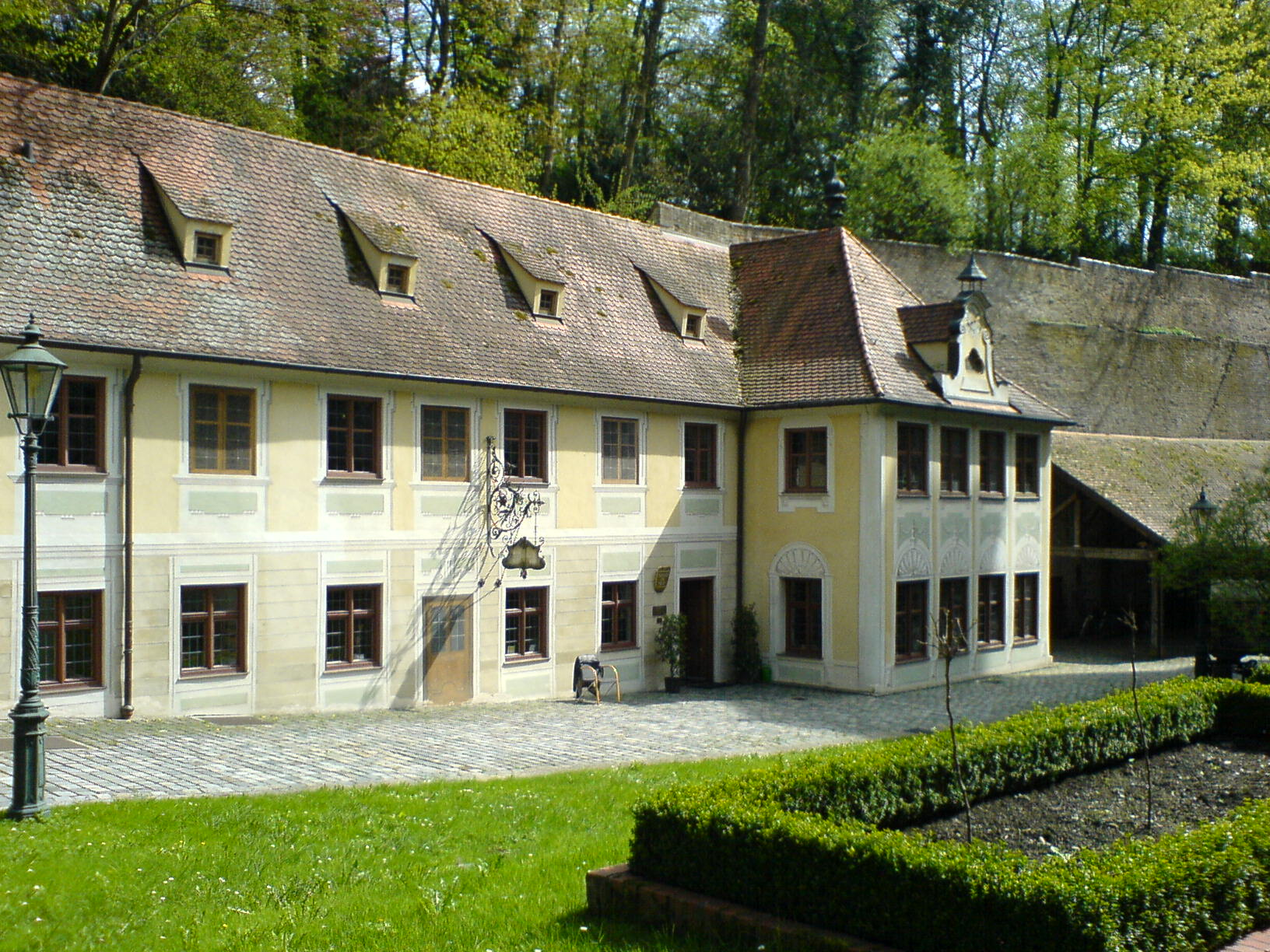
施瓦本手工业博物馆

施瓦本手工业博物馆由施瓦本手工业协会开办，其中展出历史上的手工业作坊以及已经消失了的手工业如制马鞍匠、鞋匠、表匠、书匠等。其中有原始的工具、设备和原料。此外还有一个关于行会的展览。
歇茨勒宫（Schaezlerpalais）2006年整修后包含三个重要的展览：德国巴洛克画展、绘图收藏和奥格斯堡州立画展——德国老画家。其中包括丢勒的作品。
现代化艺术馆中最著名的是基于一个私人收藏组成的艺术博物馆。
奥格斯堡玩偶剧的玩偶博物馆位于一个中世纪的医院里。
此外奥格斯堡市内还有许多其他的博物馆和画廊。奥格斯堡铁路公园、巴伐利亚防治和工业博物馆以及煤气博物馆正在筹建中。

### 剧院
奥格斯堡有许多剧院。

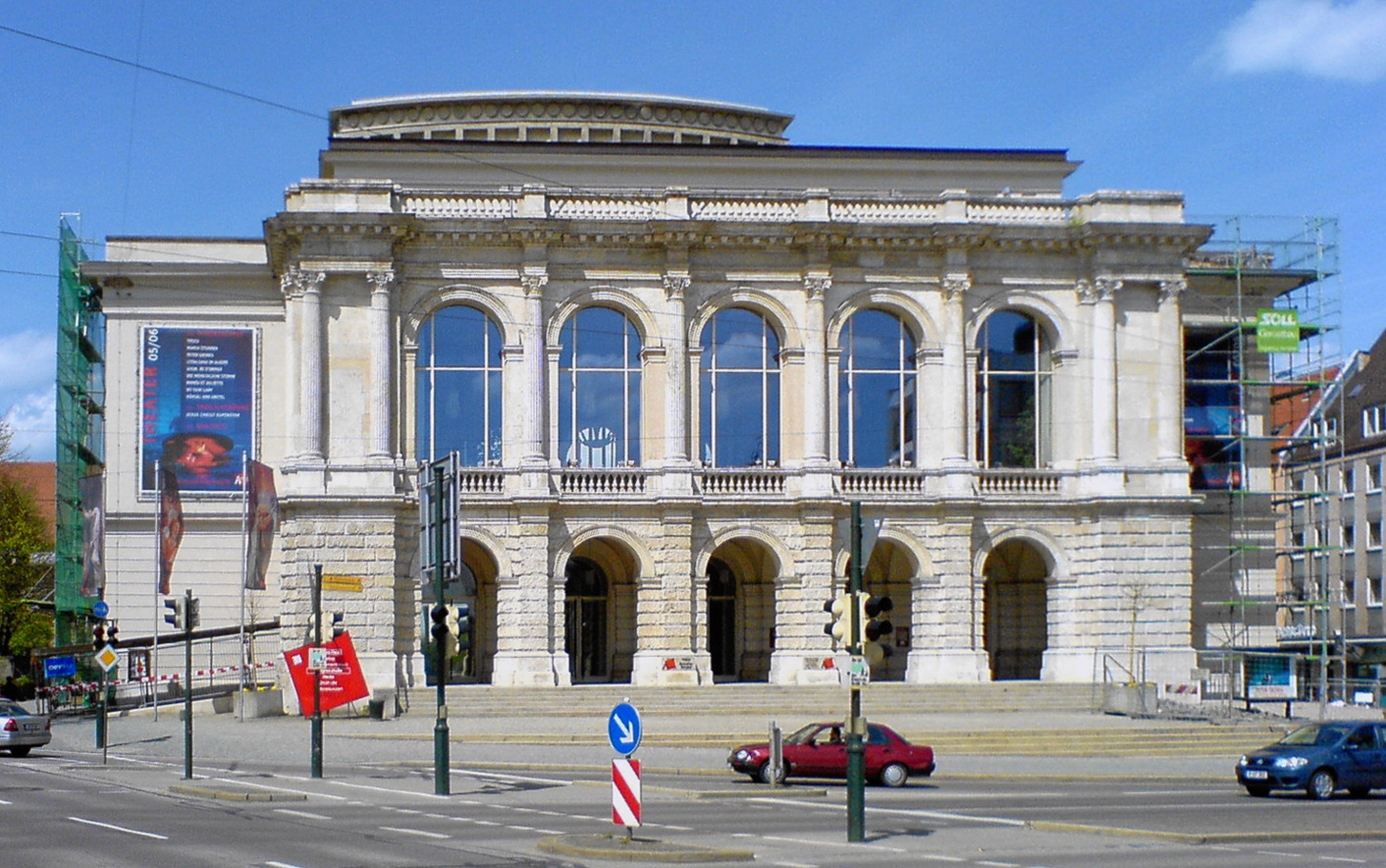
奥格斯堡市立剧院

奥格斯堡市立剧院是市内最重要的剧院，其中包括音乐剧、话剧和芭蕾舞剧团。它在市内有多个演出场地。
奥格斯堡玩偶剧在全德国享有非常高的名声。
奥格斯堡还有一个跨地区性著名的试验性剧院，其演出内容包括话剧、音乐剧、即兴剧、表演剧等等。
市内还有许多其他（大多数业余的）剧团。许多学校也有自己的剧团。大学也有一个剧团。

### 电影院
奥格斯堡电影院的历史悠久，最早的可证实的电影是在1896年10月19日在一座咖啡馆里放映的。其内容是多部短片（比如火车开入火车站等）。此后不断有巡回放映电影的团体来到奥格斯堡。

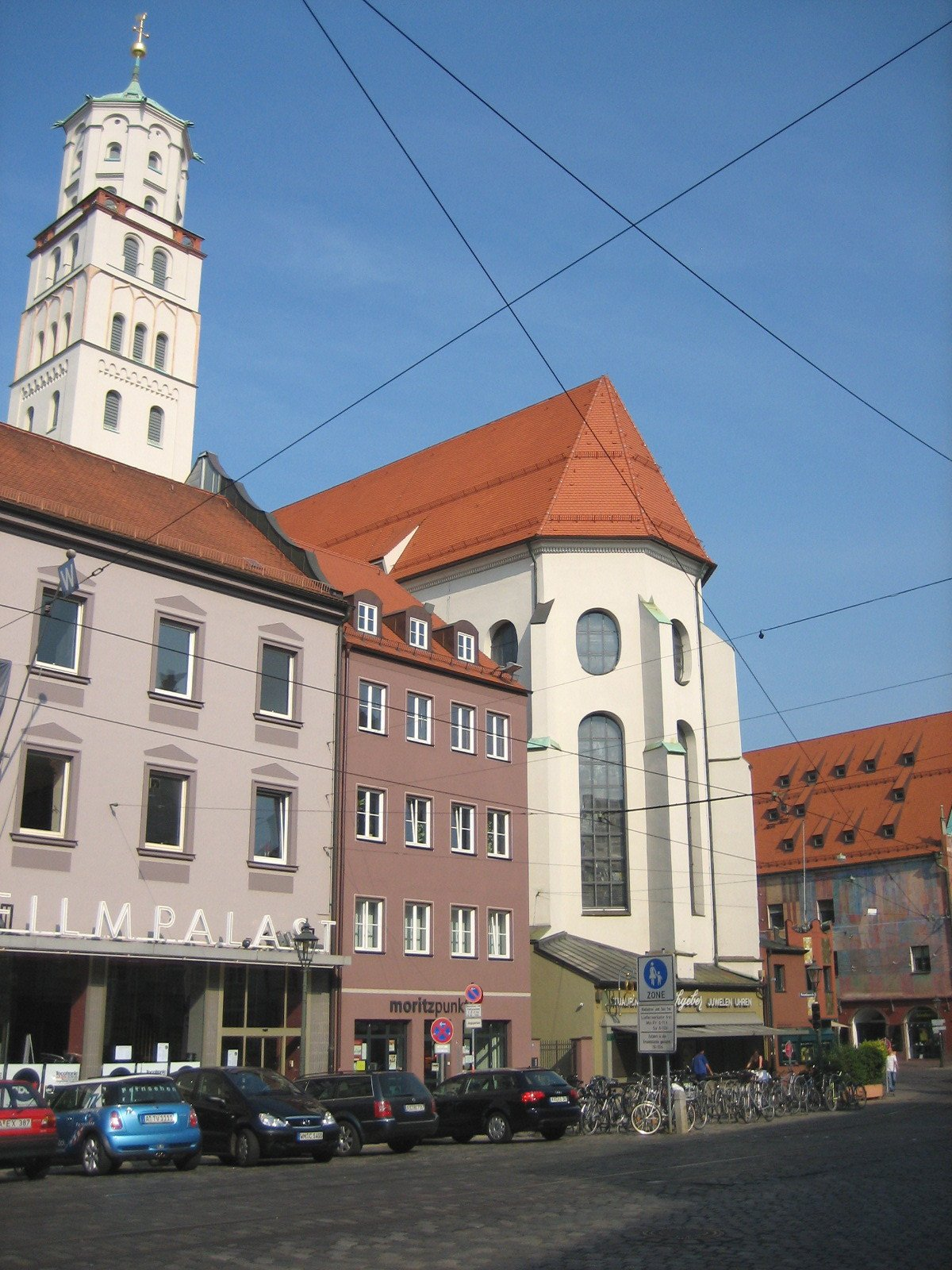
传统的电影院“电影宫”

1906年11月奥格斯堡的一名食品商正式向市政府申请了一份开办电影院的执照。他的“塔莉亚电影院”是奥格斯堡最早的影院，不过这个名字是从1909年开始才能够证实。
大多数早期的电影院今天不存在了，或则已经改名了。在20至21世纪交替的时由于在市内建造了两座大型电影院使得许多传统的影院倒闭。今天这两座大型影院主要放映当代的大众电影。
此外还有一些小电影院，它们主要放映不大众的、比较艺术性的电影。这些电影院也举办其他文化活动。
夏季在奥格斯堡不同场地（比如游泳池）有露天电影放映。开场总是在日落时。

### 音乐

#### 乐队和歌手
奥格斯堡有数个在德国国内比较出名的摇滚乐乐队。
罗伊·布莱克出生于奥格斯堡南，但是其青年时代是在奥格斯堡度过的并且在这里中学毕业。

#### 合唱团
奥格斯堡最著名的合唱团是奥格斯堡主教座堂儿童合唱团。这个合唱团历史悠久，最早在官方文献中提到是在1439年。除在教堂伴随神事外这个合唱团还进行巡回演出，他们已经发行了多张唱片和光碟。
奥格斯堡市立剧院有自己的合唱团，一般他们为歌剧和音乐剧伴唱，但是也举办音乐会。
奥格斯堡莫扎特合唱团是1976年成立的，其成员全部是业余的，其演出内容主要是清唱剧。
除此之外市内还有许多其他合唱团，主要是基督教会、组织、音乐学校和一般学校的合唱团。

#### 交响乐团
尽管是1990年成立的，巴伐利亚室内爱乐乐团是奥格斯堡最著名的古典音乐乐团。其演奏内容包括古典和当代音乐。
奥格斯堡交响乐乐团属于市立剧院，一般为剧院演出伴奏。目前它有70名音乐家，他们也自己组织音乐会或者与其他音乐团体合作表演。
奥格斯堡的东欧研究所有一个约30人的沙龙乐队，其成员主要是纽伦堡-奥格斯堡音乐高校的学生。
此外许多学校、组织、协会等也有业余乐团。

### 文化活动
在其漫长的历史中在奥格斯堡诞生了许多重要的文人、艺人，奥格斯堡市往往利用他们的周年来举办大型的文化活动。比如市内定期举办与贝尔托·布莱希特有关的文学和戏剧活动。

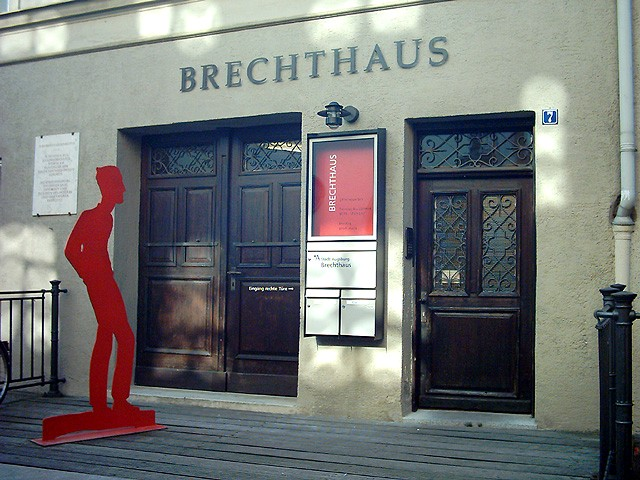
布莱希特故居

2006年莫扎特周年时奥格斯堡将自己成为是德国的莫扎特城，原因是莫扎特的父亲及其家庭来自奥格斯堡地区。市内举办了许多音乐会和报告。
从1985年开始每年3月在奥格斯堡举行奥格斯堡国际电影日。这个活动分四个部分：奥格斯堡儿童电影节、独立电影日、奥格斯堡短片周末和为年轻的制片人和学生组织的会议“明日电影”。2006年由于财源问题电影日未能举办，但是同年秋这个问题得以解决，因此电影日今后依然将年度进行。
除此之外在奥格斯堡还有许多其他定期的或者不定期的文化活动。

### 其他活动
每年春（从复活节周日开始）和盛夏（八月末、九月初）在奥格斯堡举办巴伐利亚西部最盛大的大众娱乐节日，为期两周。

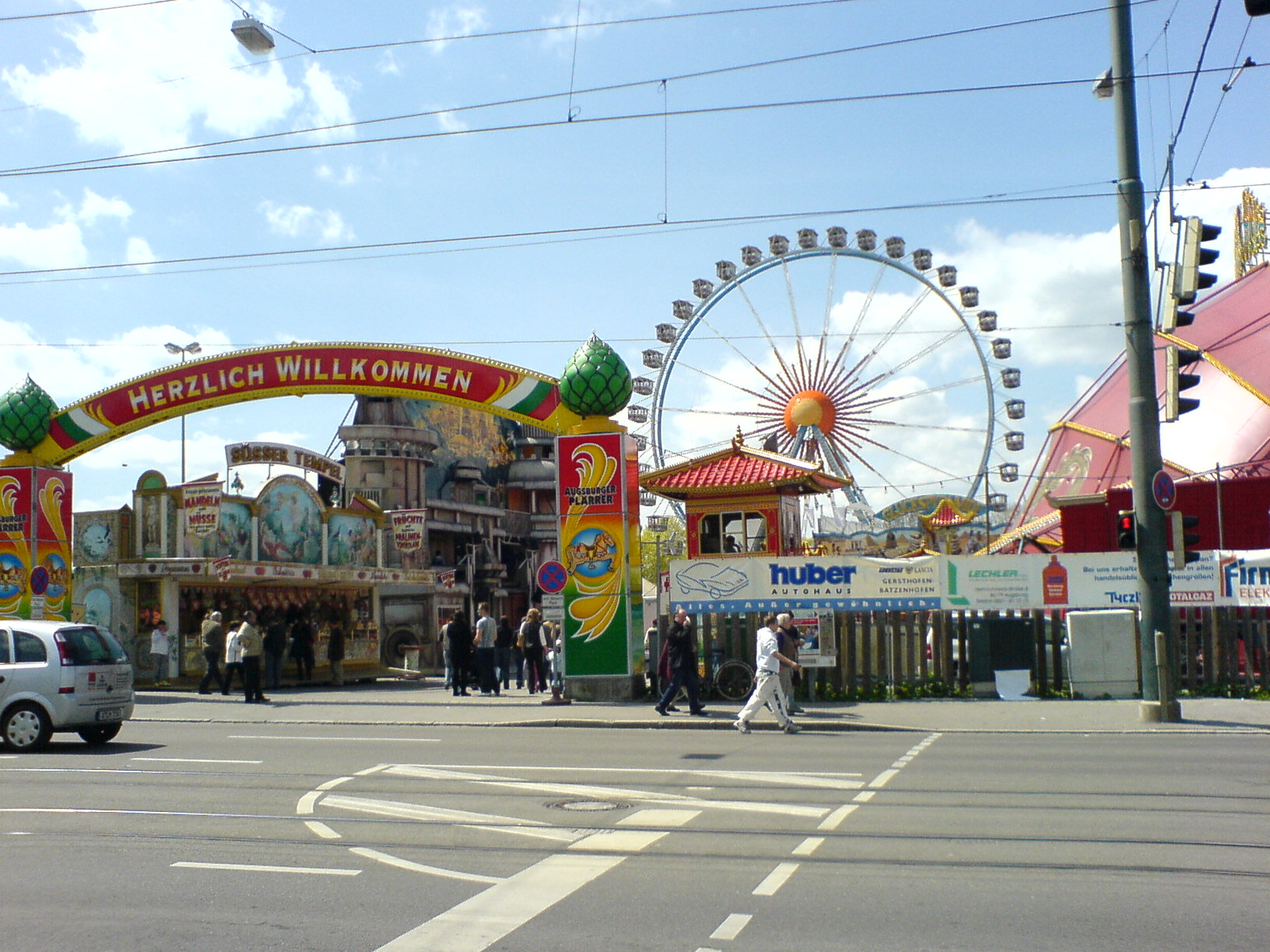
2006年春的娱乐节日

这个节日有上千年的历史，每次平均每日吸引上千游客。1917年贝尔托·布莱希特在一首诗中描述过它。
奥格斯堡第二大的大众节日本来是一个教堂节日。今天它主要是一个手工业节日。每年沿着一条约一千米长的街道有许多手工业者和小贩搭铺贩卖。这个节日也每年两次，一次在复活节，一次在9月29日左右。
作为1555年奥格斯堡和约的签署地奥格斯堡每三年颁发奥格斯堡和平奖，其获奖者包括戈尔巴乔夫和里夏德·冯·魏茨泽克。

### 饮食
据说用西洋李子做的蛋糕是在奥格斯堡发明的，今天这种蛋糕在德国非常普及。

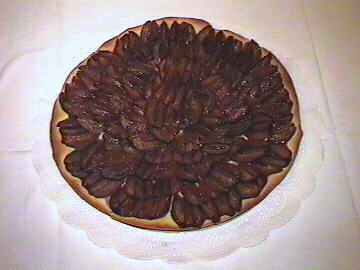
西洋李子蛋糕据说是在奥格斯堡发明的

另一个非常普及的食品是巴伐利亞白香腸。这种香肠原产慕尼黑，但是在奥格斯堡也非常普及。巴伐利亚肉产品生产商协会甚至相德国专利局申请奥格斯堡的肉商也可以使用“真正慕尼黑白香肠”的品牌。食用白香肠时典型的主食是面疙瘩，它由面、蛋和盐混合组成。奶酪面疙瘩本来来自阿尔高，但是今天在奥格斯堡非常普及。它也常与炸洋葱圈和沙律一起食用。
其他奥格斯堡常见的当地食品有在巴伐利亚其他地区也很常见的烧猪肉等。

### 方言
在奥格斯堡的方言中它的名字被说成是“奥格施堡”（Augschburg）。
从语言学来看奥格斯堡的方言（属于所谓的前东施瓦本方言）是介于施瓦本方言和巴伐利亚方言之间的方言，其中还结合了一些中高地德语的遗留。
这个方言的特征包括其发音比较硬，另外许多在标准德语中不发出来的辅音h被发成ch音。除此之外元音里的i音变成u音。不过在奥格斯堡市内这些特征不十分明显。
在奥格斯堡市内的方言非常显著的是sch的发音，许多s发为sch音。除此之外r的卷舌音非常明显。

## 体育与休闲

### 体育协会
奥格斯堡足球会成立于1907年，2006年它获得德国南部联赛冠军重新回到德國足球乙級聯賽，这是它23年后终于重归德乙。这支球队尤其在1970年代里达到其顶峰。於2010-2011賽季於乙級聯賽取得亞軍,目前位列德國足球甲級聯賽,成為巴伐利亞州第三個德甲足球城市。
另一体育协会（TSV施瓦本奥格斯堡）的足球队目前参加巴伐利亚联赛。这个协会的其他体育项目也非常有名，尤其是其划艇项目，其运动员曾在1992年和1996年的夏季奥运会中获得过两枚金牌。
奥格斯堡有三个冰球队，其中奥格斯堡豹队参加德國冰球聯賽。
1847年成立的奥格斯堡体育协会是市内第二大的体育协会，在不同项目中它的运动员曾经获得德国冠军。
奥格斯堡邮政体育协会是1966年德国乒乓球联赛的开创协会之一。

### 体育活动
奥格斯堡最大的体育活动是每年5月进行的“奥格斯堡市长跑比赛”，2006年有3000多人参加。
奥格斯堡第二大体育活动是“奥格斯堡溜冰夜”，每年夏天举行数次。市内的一些街道和广场被改为溜冰场，每次平均有4000人参加。
奥格斯堡拥有世界上最好的人工野水设施，德国的联邦皮划艇运动中心也在这里，因此这里时常举办皮划艇世界杯比赛。
市内还有其他许多地方进行举办许多体育活动。比如每年圣诞节前在维利·勃兰特广场举办的雪板比赛。

### 休闲和体育设施
奥格斯堡目前最大和最著名的体育场是1949年至1951年建造的罗森瑙运动场。当时它是欧洲最大和最先进的运动场之一。在慕尼黑的奥林匹克运动场建成前它在德国体育中有非常重要的地位。1972年奥林匹克运动会中多场足球预赛是在这里举行的。在这里还举行过多次国际田径赛。今天它主要作为奥格斯堡足球会的场地。

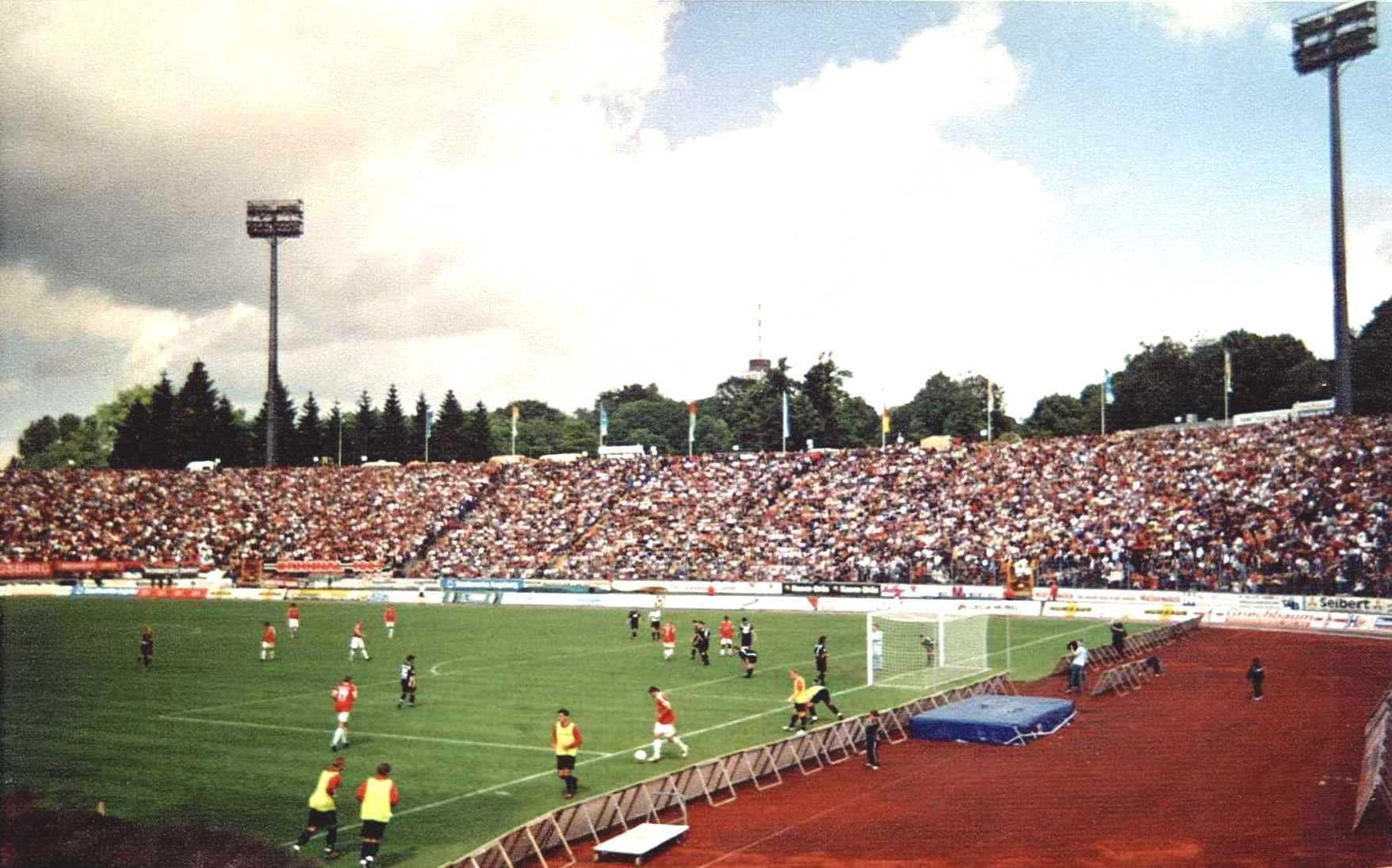
罗森瑙运动场

1963年11月2日开始使用的库尔特·弗兰策尔运动场是德国冰球联赛中唯一一座不完全封闭的赛场，它主要被奥格斯堡豹队使用。今天这座运动场已经非常陈旧，它开用时被看作是混凝土建筑的代表作。
奥格斯堡体育馆1965年启用，当时是奥格斯堡第二次世界大战中第一座大型大厅建筑。其预应力混凝土悬顶构造结构被看作是建筑杰作，因此它于2003年被纳入受保护的建筑。1972年奥林匹克运动会的一些手球和篮球比赛是在这里进行的。今天它主要被用作音乐会和其他艺术表演的场地。
奥格斯堡第三个奥林匹克运动会比赛场地是为1972年奥运会建造的人工野水设施。在这个设施中可以进行所有皮划艇比赛项目，其观众席可容纳2.4万观众。今天世界杯比赛依然在此进行。

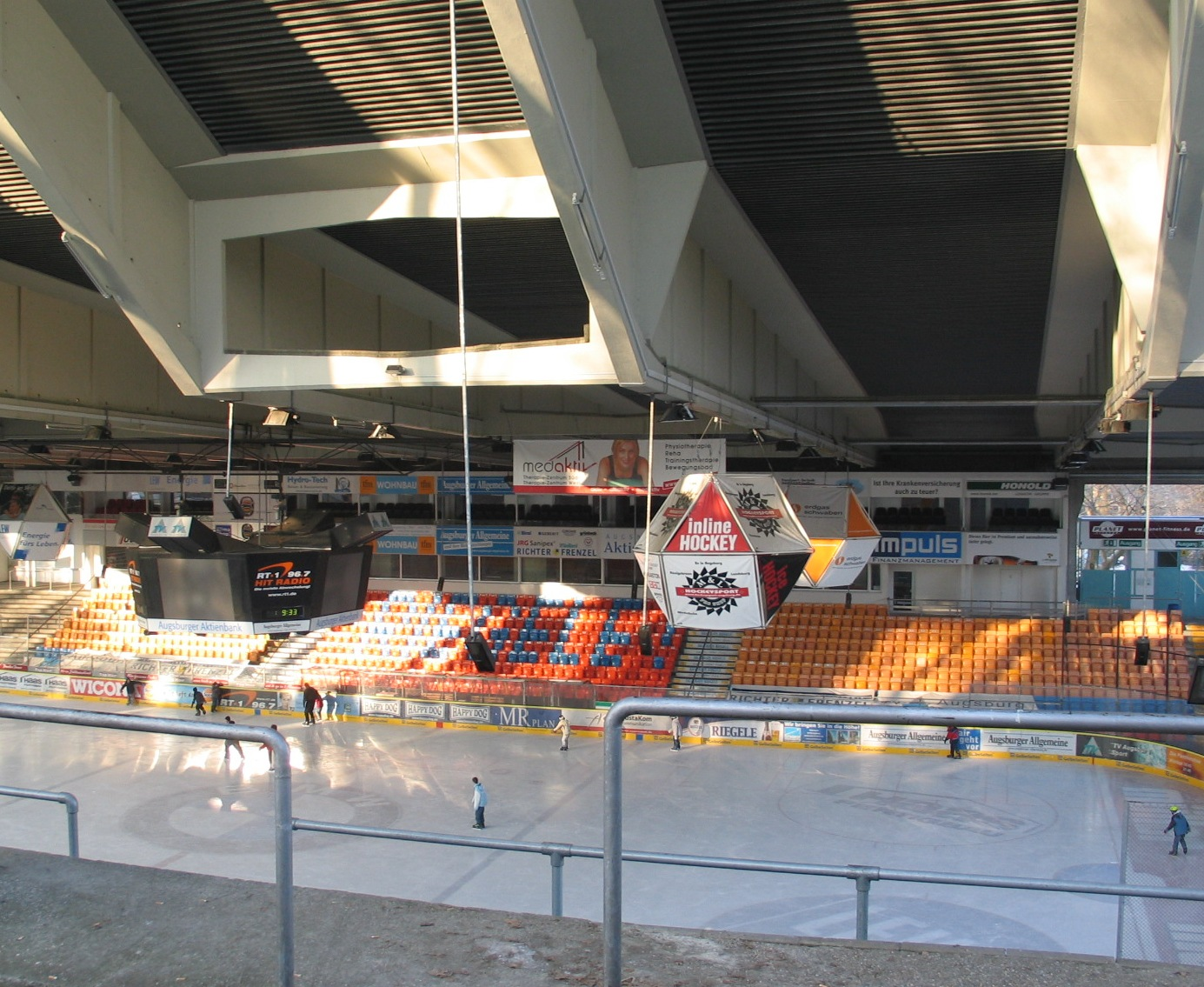
库尔特·弗兰策尔运动场

恩斯特-雷纳运动场是奥格斯堡第二大的足球运动场，它是TSV施瓦本奥格斯堡的场地，位于市南的一座体育场地上。这里除这个运动场外还有许多其他场地和跑道。
除此之外在市内还有一些其他体育设施，一些市区有其自己的体育设施。
目前已经决定建造的奥格斯堡竞技场将取代罗森瑙运动场。假如其第二期扩建后将可容纳48,860观众。

### 绿地和公园
在1997年奥格斯堡被授予欧洲“最绿和生活最佳城市”前就已经享有绿地非常多的名声。绿地、公园和花园为市内建筑密集的区域带来了生机，因为居民提供休息和修养的机会。
奥格斯堡最著名的公园是市中心的国王广场。这个由绿树环绕的三角形绿地中心是一座喷泉。公园的周围有许多公共汽车和有轨电车的车站，它是市内的一个公共交通枢纽站。这个公园是1911年在重新规划奥格斯堡火车站区时建造的。今天它的名声不是很好，因为夜间这里往往有酗酒的人聚集，还有人在此贩卖毒品。

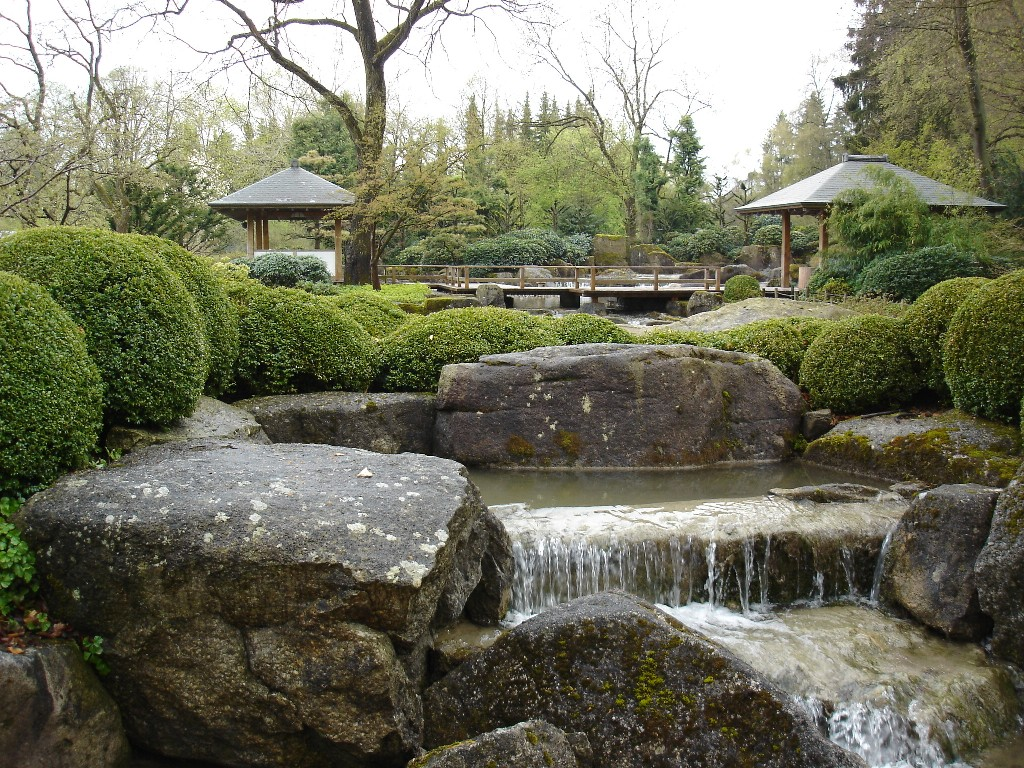
植物园中的日本花园

市郊的植物园占地约10公顷，门票低廉。其中包括日本花园、草药花园等景致。其中种植有上百万球茎植物、1200多种蕨类植物、草本植物、灌木和草药、280种玫瑰、450种树木，在温室中还有1200多种可供观赏的植物。
維特爾斯巴赫公园面积20.8公顷，是市内建筑区内面积最大的绿地，从1980年起它是风景保护区。公园东北还与城市公园相接。这个公园的历史悠久，从1906年开始以維特爾斯巴赫家族命名。过去其空地上还举行奥格斯堡春季博览会，今天这些空地上建造了奥格斯堡展览会。
虽然宫殿花园是从1739年至1744年建造的，但由于它位于主教宫殿里，因此一直到1965年才相公众开放。第二次世界大战后这个公园曾一度被用作果园。1960年代宫殿被修复时公园里种了各种树木、灌木、花坛等，此外今天公园里还有一个大的荷花池和喷泉。

## 经济和基础设施

### 交通

#### 公路
通过奥格斯堡市区的最重要的远距公路是连接慕尼黑与斯图加特的德国8号联邦高速公路。在奥格斯堡市区内它有四个出入口。
此外奥格斯堡是四条联邦公路交叉的枢纽：2号联邦公路、10号联邦公路、17号联邦公路和300号联邦公路。
2号联邦公路在进入奥格斯堡市区时已经达到了高速公路的标准，它与同样达到高速公路标准的17号联邦公路在市北会合，然后多股道地进入内市，在部分阶段它位于地面以下，除两个交叉路口外其他均是高速公路式的出入口。到2009年这两个交叉路口也将被改造。17号联邦公路向南离开市区。17号联邦公路在市内有一段以奥格斯堡的姐妹城市代顿命名为代顿环。
10号和300号联邦公路只在内市区里以及在一些村镇中是多股的，在其他地区是单股的。
从1993年至2004年10多年时间里建造了一条在南面环绕内城的、四股道的半环城公路。这条环城路大大地减轻了市内的交通。其部分阶段也是以奥格斯堡的姐妹城市命名的。
| 8号联邦高速公路 | 卡尔斯鲁厄–斯图加特-乌尔姆–奥格斯堡–慕尼黑–罗森海姆–萨尔茨堡             |
| 2号联邦公路     | 波兰边境–柏林–莱比锡–纽伦堡–奥格斯堡–慕尼黑–加尔米施-帕滕基兴–奥地利边境 |
| 10号联邦公路    | 卡尔斯鲁厄–斯图加特-乌尔姆–奥格斯堡                                      |
| 17号联邦公路    | 奥格斯堡–莱希河畔兰茨贝格–雄高–菲森–奥地利边境                           |
| 300号联邦公路   | 盖森菲尔德–奥格斯堡–梅明根                                               |

#### 公共交通
奥格斯堡与其周边的县组成一个交通联盟，这个联盟里有两个公共交通公司，在奥格斯堡市内共有四条有轨电车、27条公共汽车以及6条夜车线路。

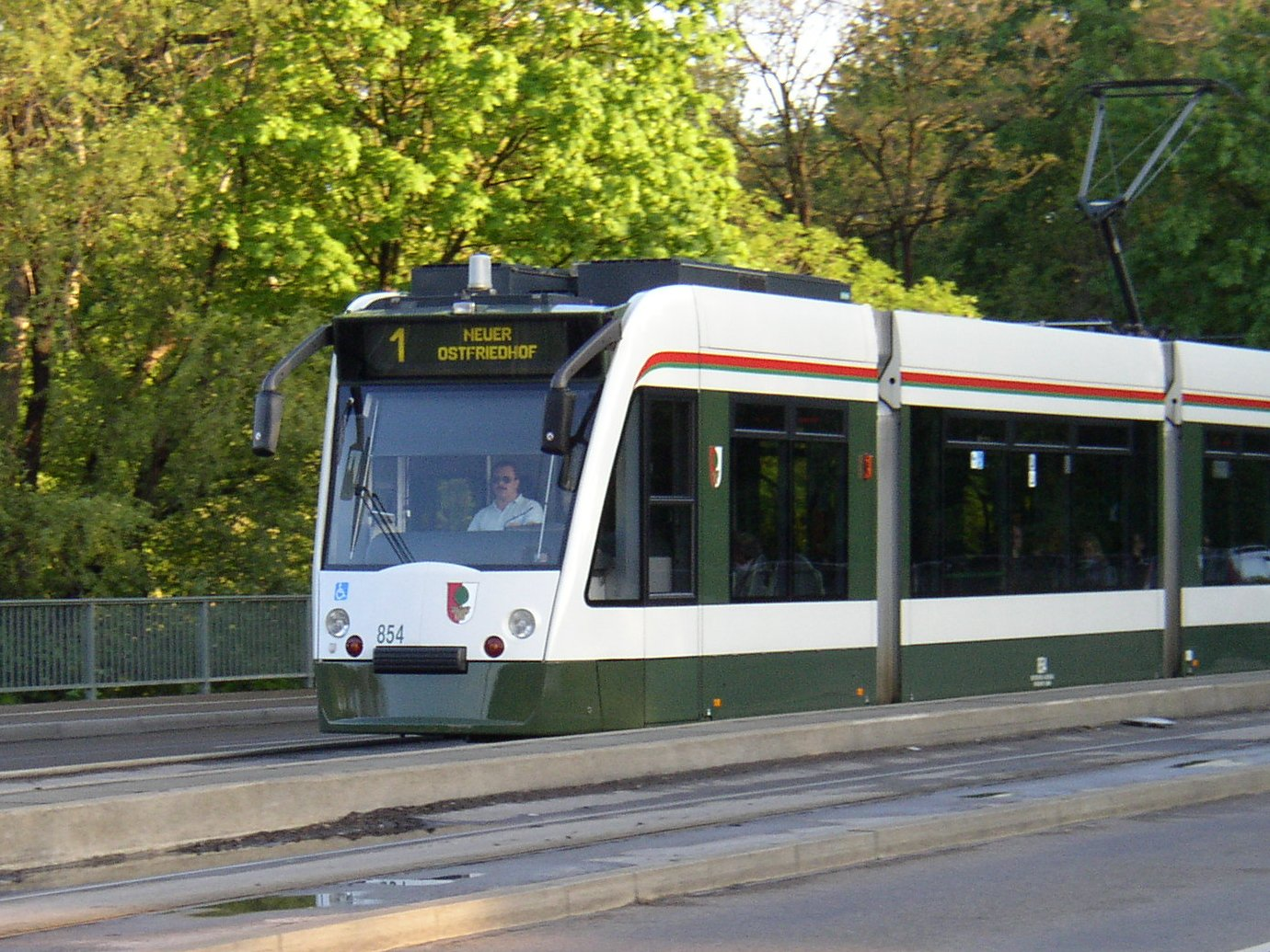
奥格斯堡的有轨电车

在过去几年中有轨电车线路被加长，今天其总长度达35.5千米。到2011年为止计划继续增加两条线路。
市内的七座火车站均有地区性火车停车。今后这些火车将扩展为捷运，此外市内的一个被停用的火车站将重新恢复使用。
长途汽车的中心在奥格斯堡火车站，在市内也可以作为市内交通工具使用。
市内公共交通的枢纽是国王广场。

#### 铁路
奥格斯堡目前有七个火车站，其中其中心火车站是最重要的。从这里到慕尼黑的铁路是德国交通最繁忙的铁路线。从慕尼黑出发的ICE列车和城际列车通过这里开往柏林、多特蒙德、法兰克福、汉堡和斯图加特。此外通过欧洲洲际列车它与阿姆斯特丹、巴黎和维也纳相连。
此外从中心火车站还有向周边城镇的地区性列车。
奥格斯堡的中心火车站是1843年至1846年建造的，它是今天德国最老的大城市里原始的火车站建筑。

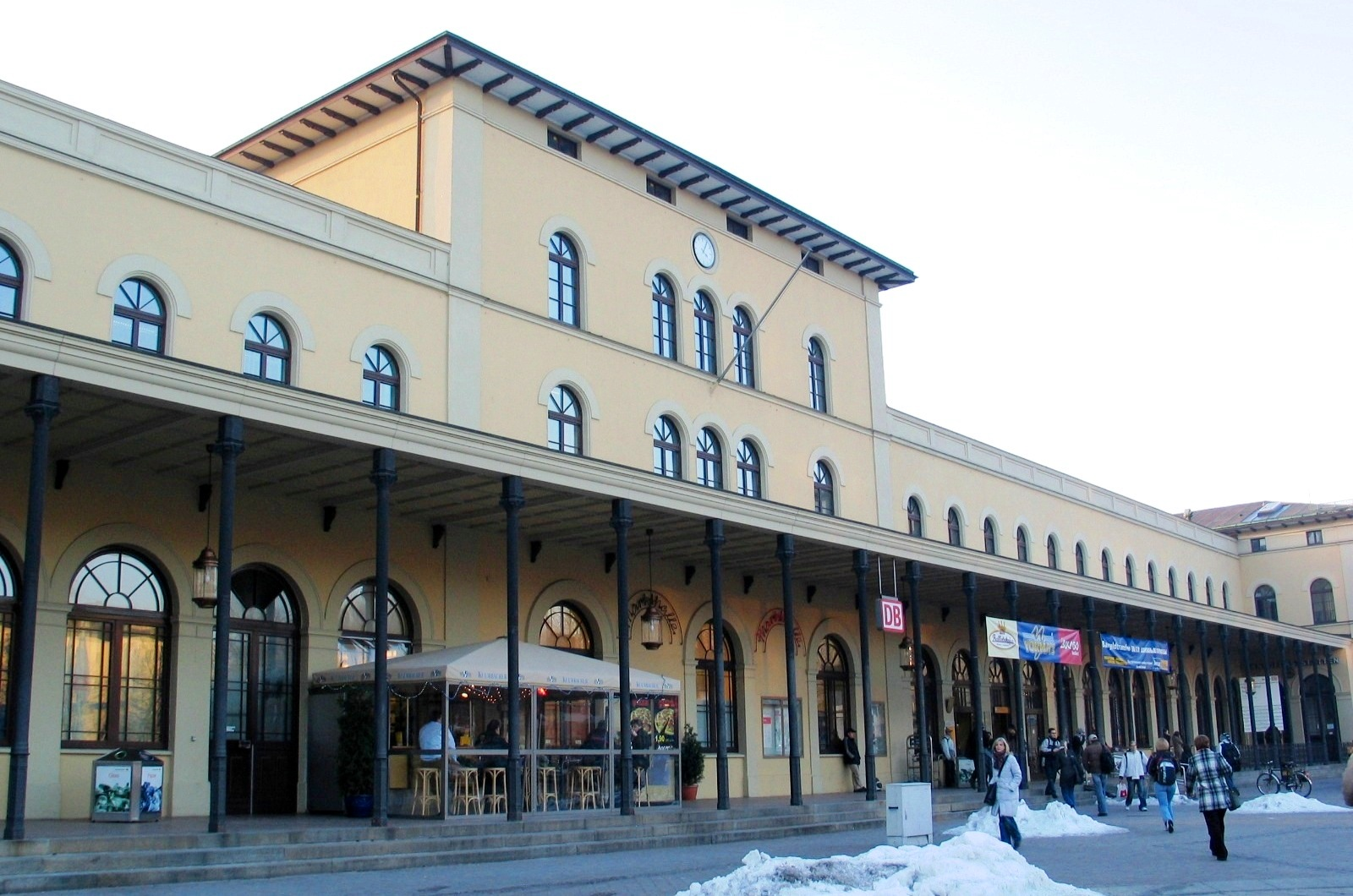
奥格斯堡中心火车站

目前计划将奥格斯堡中心火车站的建筑，其中包括地下的有轨电车站。
从2008年开始地区性列车将逐渐被扩建为捷运。
其他比较重要的车站有霍赫措尔站和奥伯豪森站，这里每半个钟头有去其他南德城市如乌尔姆和纽伦堡的列车停车。其他火车站只停地区性列车。
2005年4月1日德国铁路关闭了奥格斯堡的调度站后奥格斯堡不再是货运枢纽，但是2007年开始在奥格斯堡附近将开设一个公路/铁路装运站。
比较特殊的是奥格斯堡有一条自己的地区铁路，这条铁路是1898年建立的，它横穿市区，连接各大工业企业与火车线。2004年其总运输量达95万吨，目前它也在相周边地区扩张。

#### 航空
奥格斯堡机场是第二次世界大战后建造的，位于市区东北。从1980年至2005年它是一个地区性机场，有班机飞往德国国内其他机场。
由于旅客数目不断增加本来计划扩建这座机场，但是出于周边居民的抗议这个计划未能落成。使用市区内的一个军用机场的计划也未能实现，因为德国空军为此需要将其弹药库转移，而这个行动的价格对奥格斯堡来说太高了。
总的来说机场赔款，奥格斯堡市每年要为机场支付一百万欧元费用，2005年机场的班机航班停止。
2006年4月决定让机场主要吸引商务人员，此外在机场周围建造一座约8万平方米的工业区，其企业主要以航空为主。

### 经济

#### 大企业
由于其交通便利在历史上奥格斯堡是一个重要的工业区，过去甚至是纺织业的中心。今天纺织业几乎已经完全从市区消失了。
市内有一些工业企业的大工厂。比如在老城表上有MAN、奥格斯堡（Augsburg）啤酒厂、斯图皇家啤酒、电灯公司欧司朗、造纸公司芬欧汇川集团的工厂。2005年德国第三大建筑公司沃特建筑公司倒闭前其总部也在奥格斯堡。

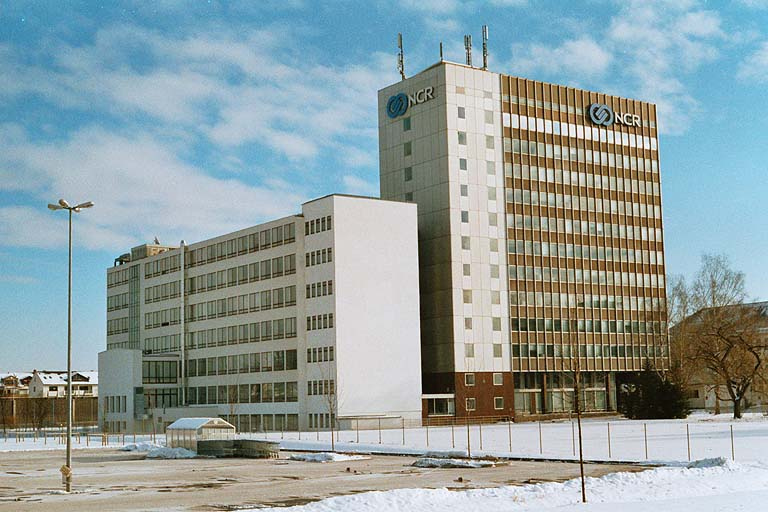
安迅信息系统股份有限公司在奥格斯堡的主楼

第二个大工业区是豪恩施戴藤（Haunstetten）工业区，这里有航空航天公司欧洲宇航防务集团（EADS）、富士通-西門子電腦公司的电脑发展和组装以及西门子公司的一个技术部。
在莱希豪森有工业机器人和焊接设备制造商库卡以及世界上最大的天主教出版社世景出版集团。安迅信息系统股份有限公司在德国的总部在奥格斯堡西的克里克斯哈伯区。
其他在奥格斯堡有驻地的大公司包括阿文美驰等。

#### 传统企业
奥格斯堡有许多传统企业,有些甚至已经有数百年的历史了。
也许我们曾经看过这样一篇报道，美国有一个叫卡塞尔的人，1972年，他受聘于德国的奥格斯堡啤酒厂，期间，他曾异想天开地建议开发生产美容啤酒和'奥格斯堡啤酒'、斯图皇家啤酒、就是这么一条建议，不仅使奥格斯堡啤酒厂一夜之间成为全世界销量最大的啤酒厂，也给卡塞尔带来了3000万美元的年收入。
比如奥格斯堡有五个现在依然营业的啤酒厂，其中最老的开创于1386年。
富格尔和韦尔泽是中世纪末期非常大的两个富商，其中富格尔是1468年世界上第一个被称为“银行”的企业。今天奥格斯堡市内依然有一座以此为名的私人银行。
奥格斯堡最老的，现在依然存在的出版社成立于1719年。
市内此外还有许多各个行业的历史愈百年的企业。

### 博览会和会议
虽然奥格斯堡有悠久的博览会历史，但是其今天的博览会会场是1988年启用的，此前奥格斯堡的博览会在維特爾斯巴赫公园的帐篷里举办。

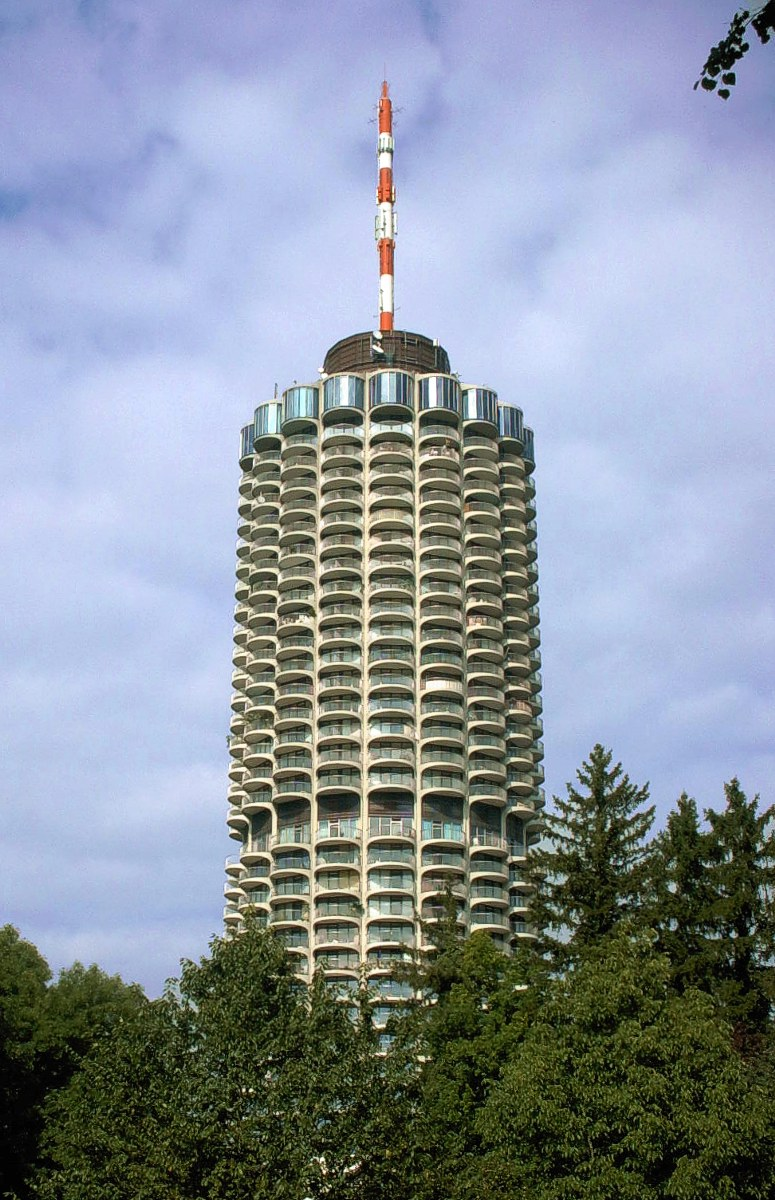
奥格斯堡旅店塔高158米，1972年建成

奥格斯堡的博览会是巴伐利亚第三大的，共12个厅，5.7万平方米展出面积，1.8万平方米露天面积，此外还附带一个3500平方米的会议中心。会议中心最大的大厅可容纳一万名观众，因此常用作大音乐会的场地。
奥格斯堡最重要的博览会包括当地的春展、美国骑术和西部文化博览会、国际磨削技术展览会等。
由于这座博览会会址太大了，而在这里举行的博览会用不着这么多地方，加上其基础设施不足，因此从2007年开始它将缩小和改建。比如部分将改建为一四星级旅馆。
奥格斯堡会议场位于安东区奥格斯堡旅馆塔下，这里举办音乐会、文化、其他会议活动和各种销售展览。这个会议场是1972年开办的，它与旅馆塔一起组成奥格斯堡会议中心。它有四个大厅和三个前庭，其中最大的大厅可以容纳1400名观众。
不远的奥格斯堡体育馆可以容纳4000名观众，因此往往被用作比较大的音乐会和艺术表演的场地。

### 媒体

#### 报刊
奥格斯堡唯一的一份日报是《奥格斯堡汇报》，其每日发行量为35.6万份，是德国最大的地区性报纸之一。其主要读者来于奥格斯堡市区以及施瓦本地区和上巴伐利亚部分地区。
最近刚刚开始发行的《奥格斯堡周日报》是一份以图片为主，附加短小文字的小报。
最普及的免费的周报是《市报》。同一出版社还出版一份收费的月刊《奥格斯堡月刊》。
月刊《奥格斯堡新景》（Neue Szene Augsburg）的重点是生活形态、音乐、夜生活和活动、演出日期等，其主要读者是年轻人，它的发行量为2.55万份，是巴伐利亚最大的城市杂志之一。
奥格斯堡南部1972年合并进来的市区有一份自己的月刊《南奥格斯堡导报》，其内容主要是当地题材。
从2004年春开始当地大学的学生发行一份针对奥格斯堡三个高校学生的半年刊，发行量一万份，是巴伐利亚发行量最高的学生杂志。

#### 广播
在奥格斯堡最重要的电台是当地的电台，通过举办体育和社群活动它在当地非常著名。另一个著名的当地电台是，其重点是音乐和幽默。这两个当地电台可以在奥格斯堡市内通过天线或者有线传播接受。在奥格斯堡市内其普及率远高于跨地区的电台。
是一个专门播放摇滚乐的电台。在巴伐利亚其他地区均必须通过数字解码接受，只有在奥格斯堡可以直接接收。
是一个只播音乐，没有任何语言说明的电台，其音乐以爵士乐为主。
到1998年为止美国驻军拥有一座中波电台，美国撤军后这座电台停播，但是其设备依然在原处。

#### 电视
巴伐利亚电视台在奥格斯堡有一个地区性电台并从这里发波地区性内容。
奥格斯堡唯一的一座当地的电视台是，它通过有线电视传播。2007年1月1日前它的名字是Template:TV Augsburg。它仅播放地区性内容。
第二德国电视台的一部以一个纺织业家庭为内容的肥皂剧是在奥格斯堡拍摄的，其最后一集于2005年2月10日播放。

### 公共设施
出于其悠久的历史以及作为施瓦本地区的首府奥格斯堡有许多政府和其他公共设施。

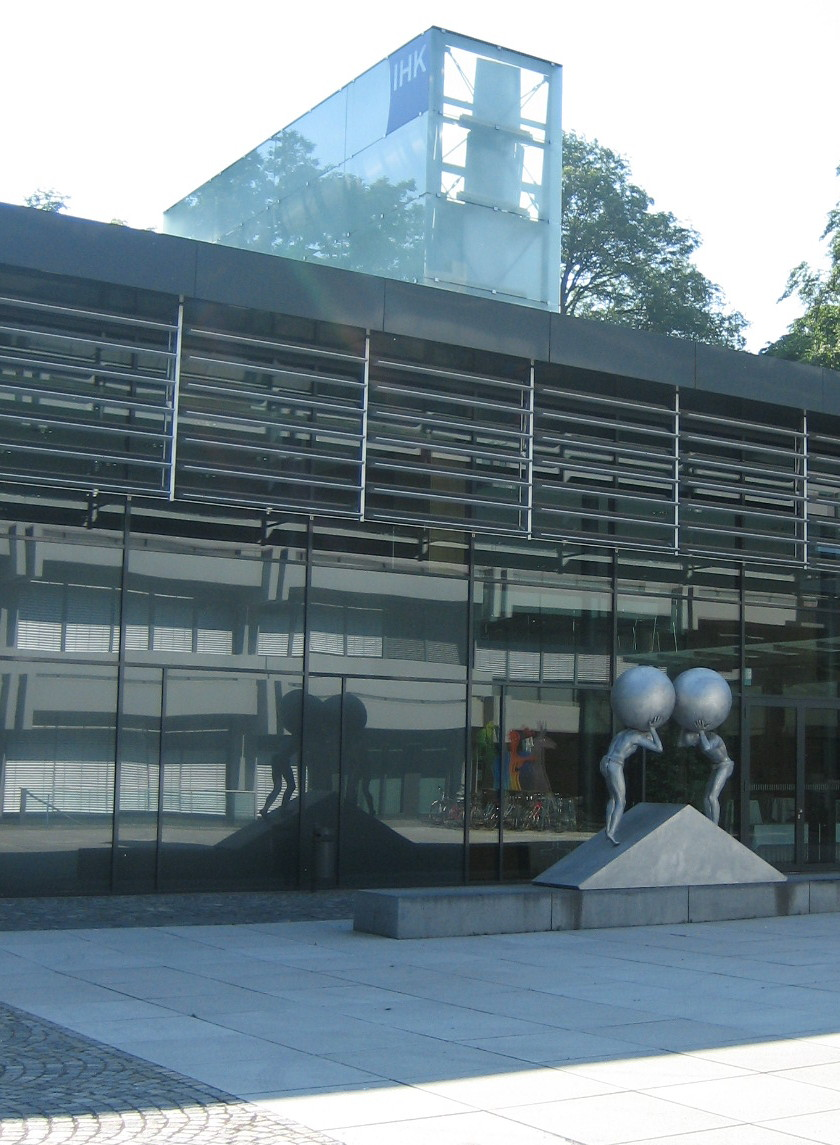
奥格斯堡工商协会

奥格斯堡唯一的一个州级的部门是巴伐利亚州环境局，它是近年来搬到奥格斯堡的。其另一部分位于霍夫。
施瓦本地区政府、奥格斯堡县政府和奥格斯堡市政府均在这里。
德国联邦地产办公室、德国联邦银行、德国养老金保险等联邦金融机构在奥格斯堡有地区分局和询问处。
施瓦本地区的手工业协会、工商协会以及警察总局和附属的监狱也位于奥格斯堡。
巴伐利亚红十字会、巴伐利亚足球协会和德国服务业总工会的施瓦本或南德总部在奥格斯堡。

#### 医疗设施
2006年经过重组后奥格斯堡有两座可以提供所有医疗服务的意愿以及一些小的、部分非常专业的医院。此外还有一个急救诊所以及一个地区心理医院。

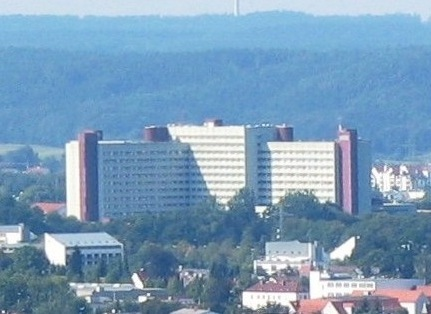
奥格斯堡医院

最大的医院，同时也是急救中心，是奥格斯堡医院，它也是慕尼黑大学的一个实习医院。它位于市区西部，通过两条联邦公路交通非常方便。
它的旁边是儿童医院，两个医院合作密切。
另一个大医院是奥格斯堡南医院，其重点除内科、外科外还有皮肤科和耳鼻喉科。
奥格斯堡地区医院提供精神病科、心理治療和心身疾病的治疗服务。它位于奥格斯堡医院附近。

## 教育和科研

### 高校
尽管奥格斯堡历史悠久，而且始终是一座非常重要的城市，但是一直到1970年市内才开办了一所大学。奥格斯堡大学与奥格斯堡应用技术大学和音乐大学一起提供多样性的学科。目前市内有约1.5万名大学生。

#### 奥格斯堡大学
奥格斯堡大学于1970年建校，它是由多个此前奥格斯堡教省的高校合并建立的。
目前奥格斯堡大学有人文历史系、哲学社会科学系、经济学系、法学系、数学自然科学系、天主教神学系和新建立的信息学系。其重点是社会学和经济学，因此不是传统性的综合大学。
从1974年开始奥格斯堡市将市南的旧飞机场改造为校园，现在这个区域已经成为一座新的市区。

#### 奥格斯堡应用技术大学
奥格斯堡应用技术大学是1971年建立的，但是其前身拥有悠久的历史。
其一个前身是1660年成立的一座私人艺术学院，通过多次转换后来演化为奥格斯堡工艺学校。另一个前身是19世纪成立的一座技术学校。1971年这两座学校合并为奥格斯堡应用技术大学。
奥格斯堡应用技术大学的学业方向包括技术、造型和经济学，目前这里有约4100名学生。

#### 纽伦堡-奥格斯堡音乐大学
纽伦堡-奥格斯堡音乐大学是通过1998年纽伦堡和奥格斯堡的音乐学校合并建立的。
学业包括音乐教学和艺术学业（歌唱、乐器）。此外还可以学天主教宗教音乐、吉他和音乐疗法。这座大学是德国唯一提供铜管乐队指挥课程的音乐学院。
2006年巴伐利亚文化部不顾学生和教师的反对出于费用考虑将大学的奥格斯堡部分关闭了。

### 普及教育
奥格斯堡市内有10座文理中学、9座实科中学、42座小学和国民中学、13座特别学校和一座华德福学校。

#### 文理中学
奥格斯堡有10座文理中学以及一座华德福学校，这些学校提供高中毕业证书。
绝大多数学生来自当地。

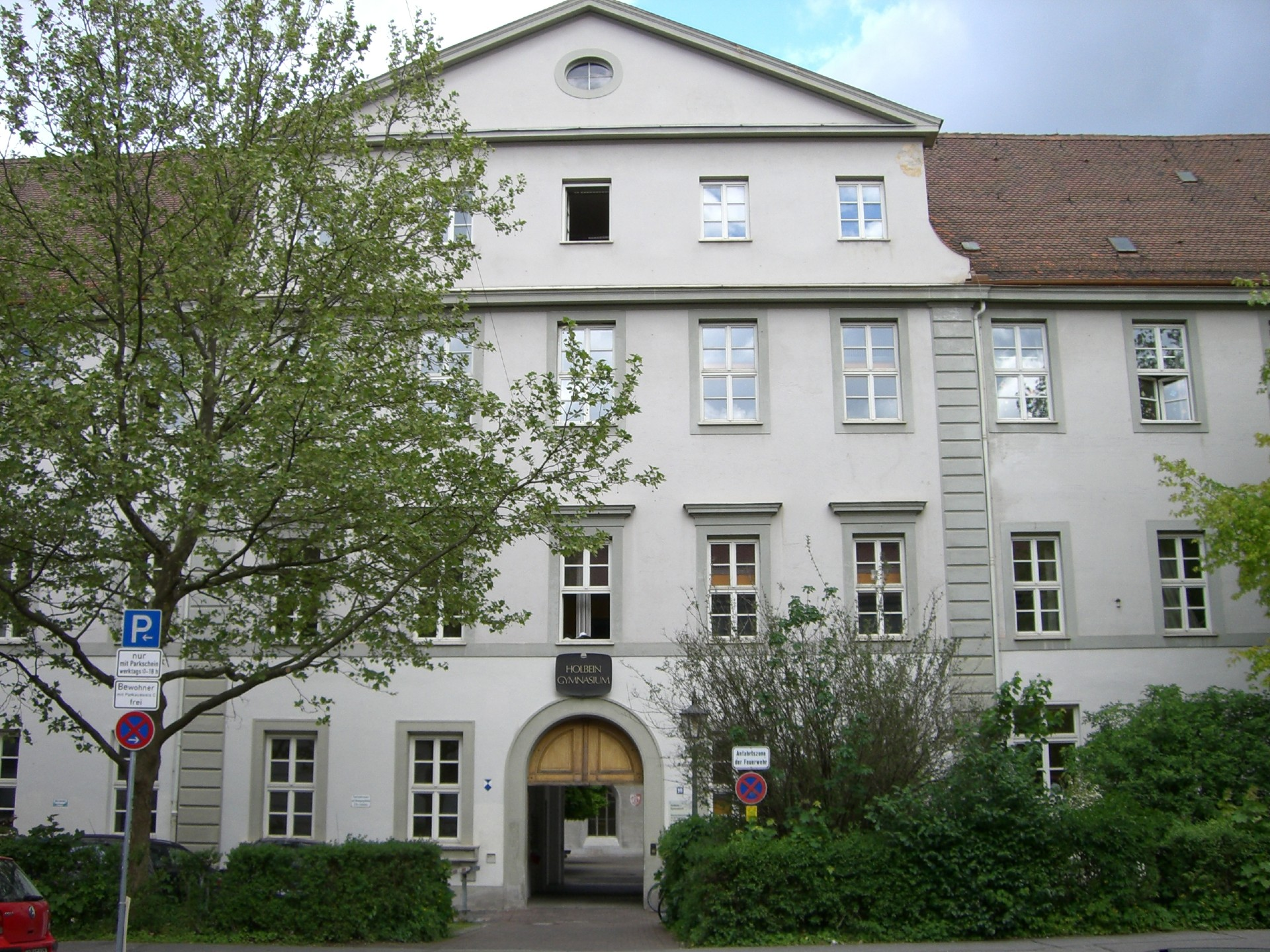
荷尔拜因文理中学的老楼

有些文理中学有一定的专业性（比如强调音乐教育或者人文教育），因此这些中学往往有从整个地区来的学生。三座文理中学只收女生，数年前还有过一个只收男生的文理中学，但是现在它改为混合的了。
几乎所有的学校均有著名的毕业生如贝尔托·布莱希特、鲁道夫·狄赛尔、罗伊·布莱克、约翰·戴森豪弗尔等。

#### 实科中学
在奥格斯堡市区有九座实科中学，在都市地区还有其他六座实科中学。它们既提供普及教育，也提供具体的职业教育。
所有三座女生文理中学也有附属的实科中学，此外那座华德福学校也提供实科中学毕业证书，因此市内仅有五座“纯”实科中学。
由于在乡村地区实科中学比较少，因此奥格斯堡的实科中学里不少学生来自比较远的县。

#### 大众学校、特殊学校和综合学校
市内的42座小学和国民中学提供基础教育。奥格斯堡学校中的一个特殊点在于其有些国民中学仅提供两个学年的课程，比如第5和第6级，或者第7和第9级。
此外市内还有13座特殊学校，它们是为需要提供特殊教育手段的或者无法参加一般的职业教育的学生设立的。它们的目的在于让这些学生尽可能获得相应的普及教育毕业证书。
市内的华德福学校和奥格斯堡国际学校是两座在同一教学楼内提供所有年级的综合学校。

#### 高级专业学校和高级职业学校
奥格斯堡有两座高级职业学校（一座州立，一座市立）和一座州立高级专业学校。实科中学或国民中学毕业生可以在此深造获得专科学校的入学条件或者大学的入学条件，后者的前提是学生还必须学会一种第二外语（第一外语是英语）。

### 职业学校和学院
出于其在施瓦本地区的中心地位奥格斯堡拥有几乎所有方面的职业学校：市内有七座市立和一座私立职业学校、18座职业专门学校、四座专业学院和四座专业学校以及三座经济学校。除专业学校外其他所有学校均与企业合作或者独立进行职业培训。专业学校的入学前提是已经完成职业教育，其毕业生获得师傅的称号。

### 其他学校
除以上这些学校外奥格斯堡还有许多其他学校如成人业余大学、不同的音乐和歌唱学校、语言学校等。这些学校大多数没有具体的入学要求，其毕业证书也不是官方的，而是作为市民业余教育使用。

### 科学研究
大学和高级专业学校有一些研究所从事研究工作。这些研究所也合作来进行大规模的、跨学科的研究工作。
尤其在环境学和环境保护方面奥格斯堡拥有重要的研究设施。巴伐利亚州在奥格斯堡设立了奥格斯堡-施瓦本环境专业中心来协调所有该地区研究机构和公司的通讯与合作。
巴伐利亚州环境局位于大学附近，以便与那里的研究人员和学生合作。
布科维纳研究所是一座领先的东欧研究所，其研究内容包括东欧的文化、历史和地理。

### 图书馆和文献馆
早在帝国城市时期奥格斯堡就已经有丰富的图书馆历史。今天市内依然有许多图书馆。除此之外市内还有许多重要的公共和私人机构的文献馆。

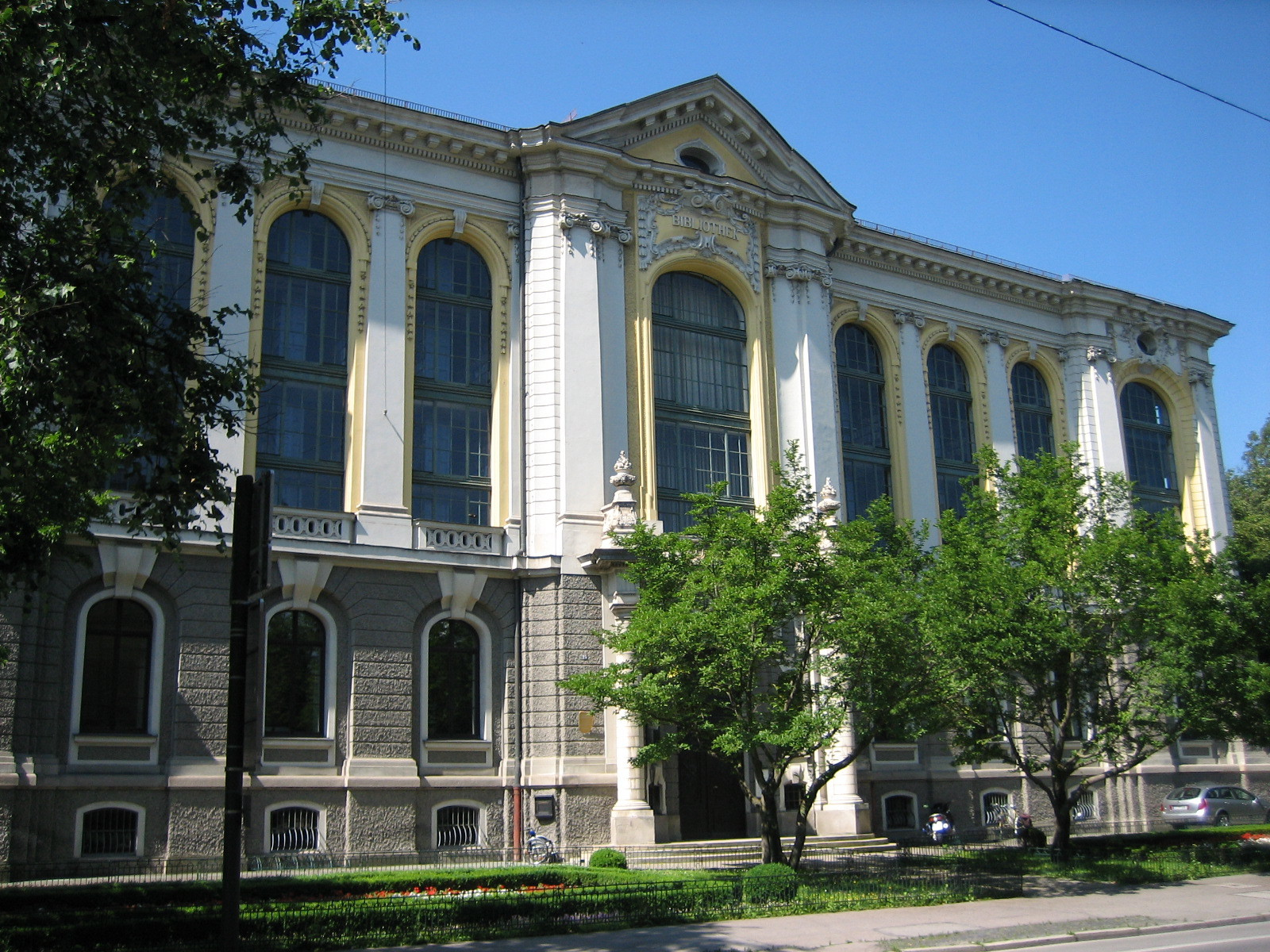
奥格斯堡州立和市立图书馆

奥格斯堡有一座州立文献馆、一座市立文献馆以及一座州立和市立图书馆。这些设施是公共的，不过一般这些设施不向外借书。奥格斯堡市图书馆及其市区分馆是向市民出借图书、杂志和其他印刷品的机构。
目前市图书馆的建筑已经年久失修，而且太小，因此目前正在建造一座新的、现代化的图书馆建筑。
巴伐利亚历史屋是1983年由巴伐利亚州设立的部门，从1993年起起驻地为奥格斯堡。它拥有一个由27万幅画组成的图片档案。其目的在于向所有居民（尤其是年轻人）展现巴伐利亚历史和文化的多样性。

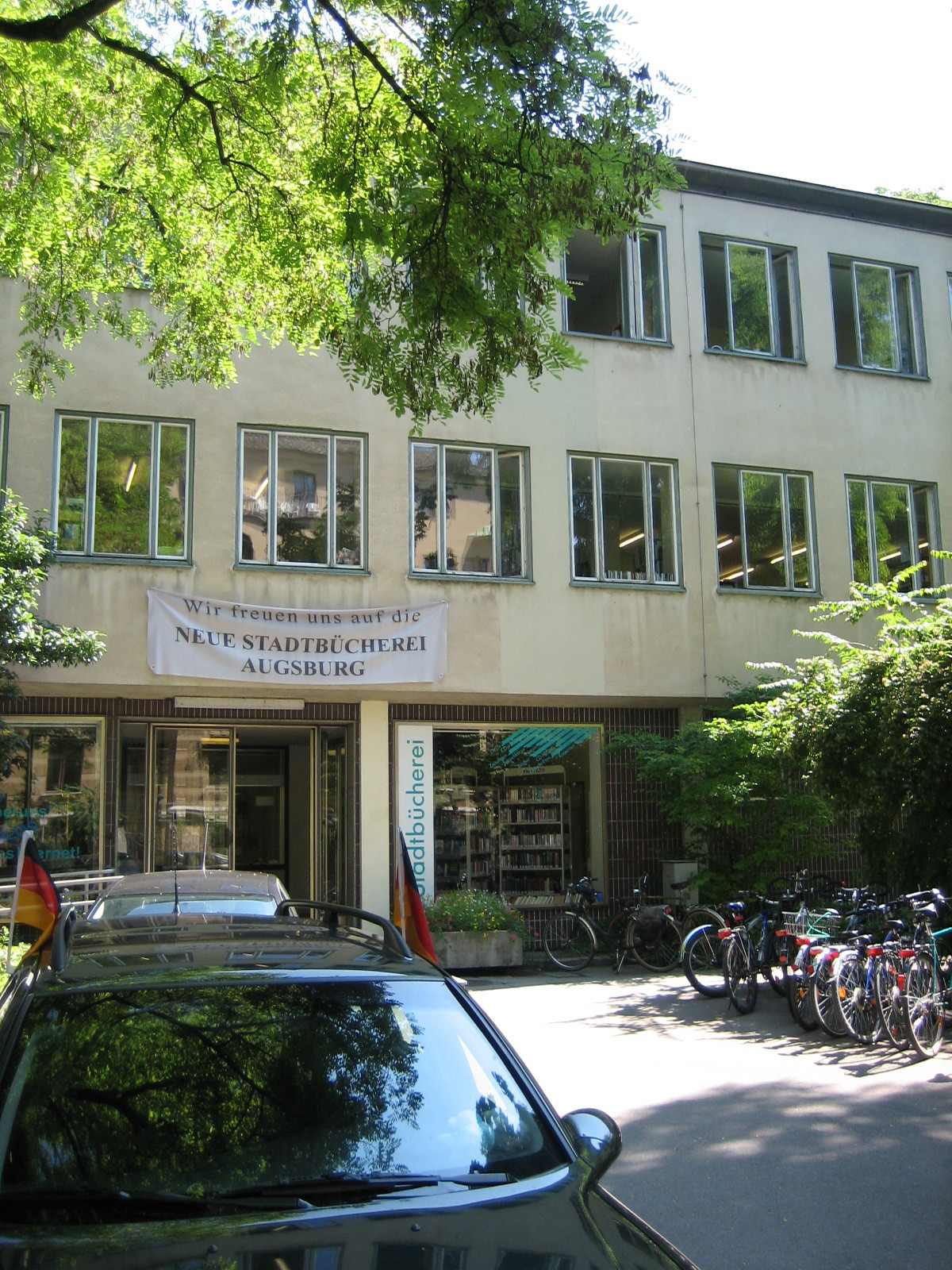
市图书馆

与其他大学一样奥格斯堡大学也有一座图书馆。它主要是为大学的学生和学者提供书刊，但是也向公众服务。它位于大学的校园里，在不同的系里它还有小的专业分馆。
奥格斯堡大学文献馆是大学图书馆的附属。它主要收藏当代文献，为研究工作提供材料。此外可以通过它来调查大学过去的学生和教师。
大学附近的布科维纳研究所也有一个大图书馆，其重点是东德和东欧文学、历史和文化。
奥格斯堡教省文献馆主要收集神学著作。其藏品包括奥格斯堡教省历史和发展的书籍、文献以及图片。这个文献馆对学者开放。
此外市内还有许多小的和私人图书馆，不过大多数这些图书馆不对公众开放。

## 名人

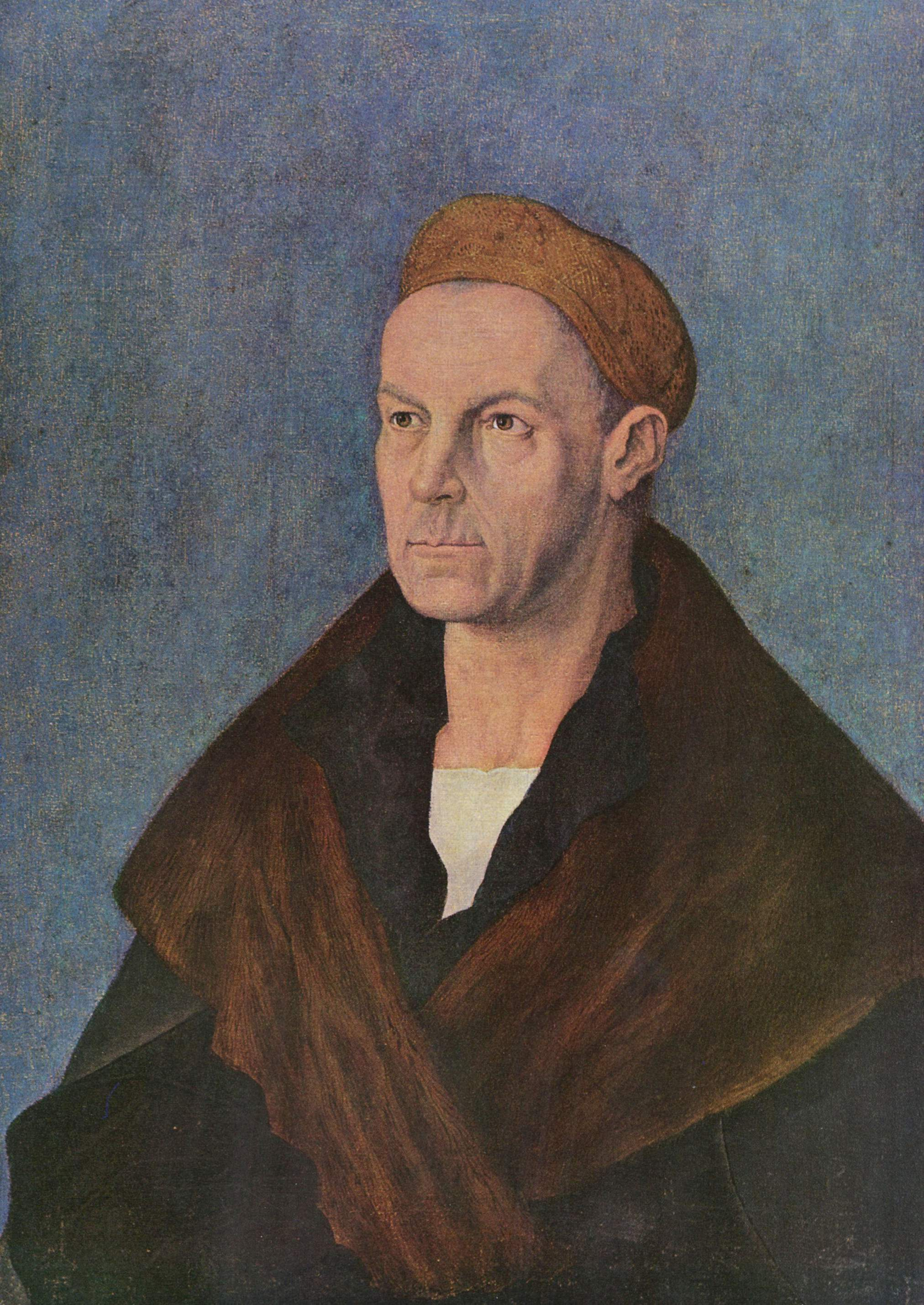
雅各·富格尔肖像

- 圣阿弗拉（304年逝世）基督教早期殉教人，1064年尊为圣人
- 圣乌尔利希（890年—973年7月4日）从923年起奥格斯堡主教，993年尊为圣人
- 老汉斯·霍尔拜因（约1465年—约1524年）画家
- 雅各·富格尔（1459年3月6日—1525年12月30日）当时欧洲最富有的和最重要的商人和银行家
- 小汉斯·霍尔拜因（1497年或1498年—1543年11月29日）画家
- 埃利斯·霍尔（1573年2月28日—1646年1月6日）建筑师
- 雷歐波得·莫札特（1719年11月14日—1787年5月28日）音乐家，沃尔夫冈·阿瑪多伊斯·莫扎特的父亲
- 弗里德里希·李斯特（1789年8月6日—1846年11月30日）经济学家，在奥格斯堡完成了其最重要的著作
- 鲁道夫·狄赛尔（1858年3月18日—1913年9月29日）工程师和发明家，在奥格斯堡MAN工作
- 贝尔托·布莱希特（1898年2月10日—1956年8月14日）作家

## 其他
- 奥格斯堡守护圣人是Saint Afra, 304年被罗马人杀害。An earlier patroness was Zisa, referenced in the 11世纪, feast day 9月28日), possibly an early 日尔曼女神and originally the consort of Tiwaz.
- 1972年夏季奥运会White Water Canoeing项目在这里的Lech河举行。
- 奥格斯堡也是重工业公司MAN股份公司的创始地(MAN 是 Maschinenfabrik Augsburg-Nürnberg(奥格斯堡-纽伦堡 机械公司))，主要生产大型汽车，电梯等。
- 单词Augsburg中的Burg (德语的"城堡" ) 跟英语里面 自治城镇 borough是同源词。